# Жінки в Стародавньому Римі

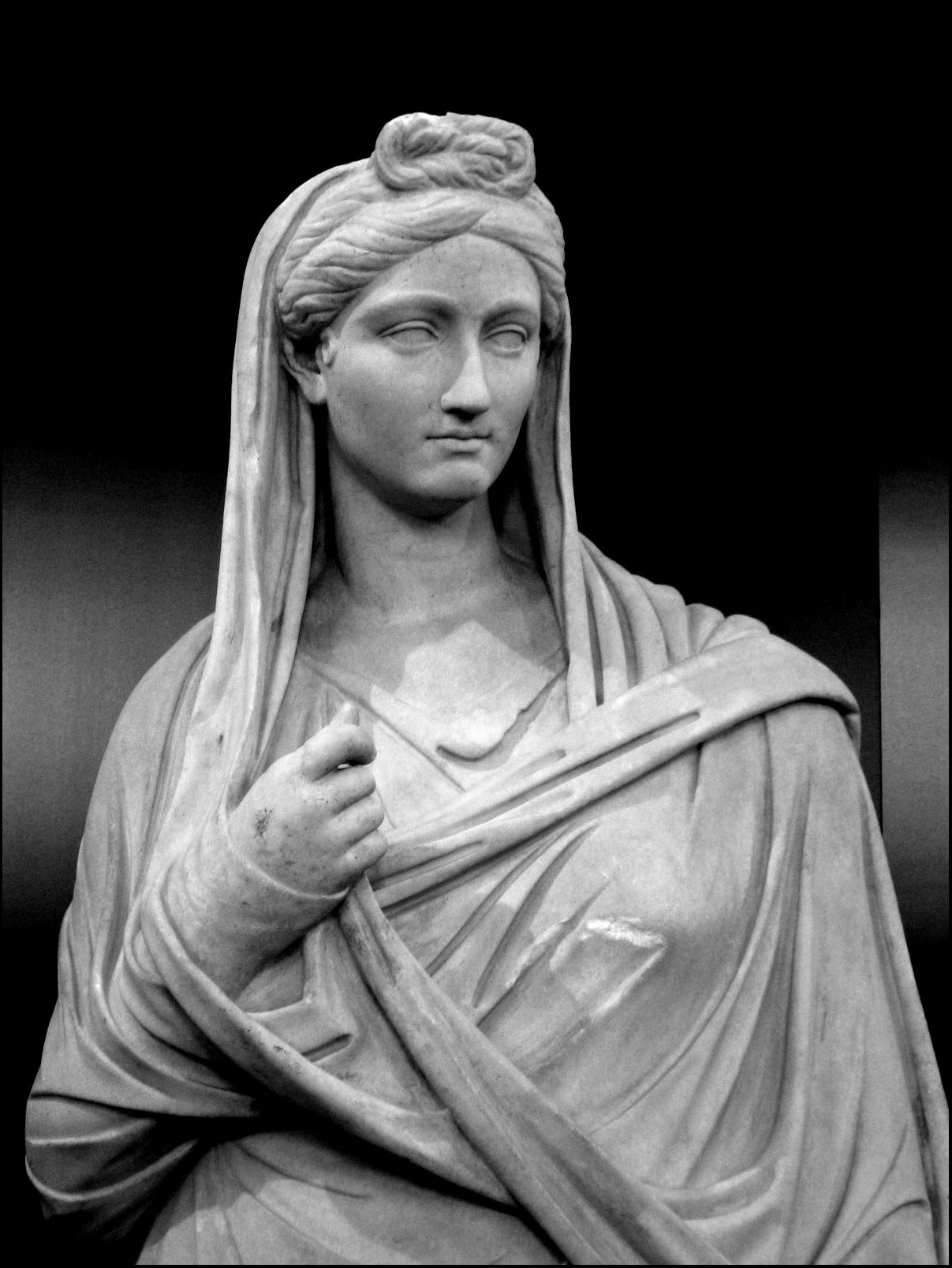
Вихована та добре освічена Вібія Сабіна (близько 136 р. від Р.Х) була племінницею імператора Траяна і стала дружиною його наступника Адріана; на відміну від деяких імператриць, вона зіграла незначну роль у політиці, залишалася незалежною в особистому житті, не маючи дітей і шукаючи емоційне задоволення в коханні

Вільнонароджені жінки у Стародавньому Римі були громадянками, але не мали правоздатності в політичних відносинах. Через те, що життя жінок обмежувалося гендерними ролями, римські історики згадували їх у своїх працях рідше, ніж чоловіків. Хоч римлянки не мали прямої політичної влади, жінки з багатих або впливових сімей могли через приватні переговори здійснювати певний вплив. Видатними постатями серед жінок Стародавнього Риму були Лукреція та Клавдія Квінта, чиї історії стали частиною римської міфологічної традиції. У республіканську епоху відзначилися Корнелія, мати братів Гракхів, та Фульвія, яка командувала армією і випускала монети зі своїм зображенням. Значну роль відіграли й жінки династії Юліїв-Клавдіїв, зокрема Лівія 58 р. до н. е. — 29 р. н. е.), котра вплинула на формування соціальних стандартів  Риму. Важливе місце в історії посідає також імператриця Олена (бл. 250–330 рр. н. е.), яка сприяла поширенню християнства.
Інскрипції, а особливо епітафії, документують імена жінок у всій Римській імперії, проте містять мало інформації. Деякі яскраві моменти щоденного життя зберігаються в латинській літературі: у комедіях, сатирі та поезії, особливо у віршах Катулла та Овідія, які зображують життя жінок у римських їдальнях та «жіночих кімнатах», на спортивних і театральних заходах; жінок під час покупок, під час фарбування, магії або ж вагітності — усе, проте, через призму чоловічого погляду на речі. Опубліковані листи Цицерона, наприклад, неформально показують взаємодію на державному рівні з дружиною Терентією та дочкою Туллією, а його промови демонструють різноманітні способи, якими римляни насолоджувалися сексуальним та суспільним життями, адже жінки були повіями.
Одна з головних громадських ролей, призначених винятково для жінок, мала місце в релігії: жрецька інституція весталок. Вони не могли одружуватися та мати дітей, проте повинні були здійснювати ритуали, які вважалися необхідними для безпеки Риму та не могли бути виконані чоловічими жрецькими колегіями.

## Дитинство та освіта

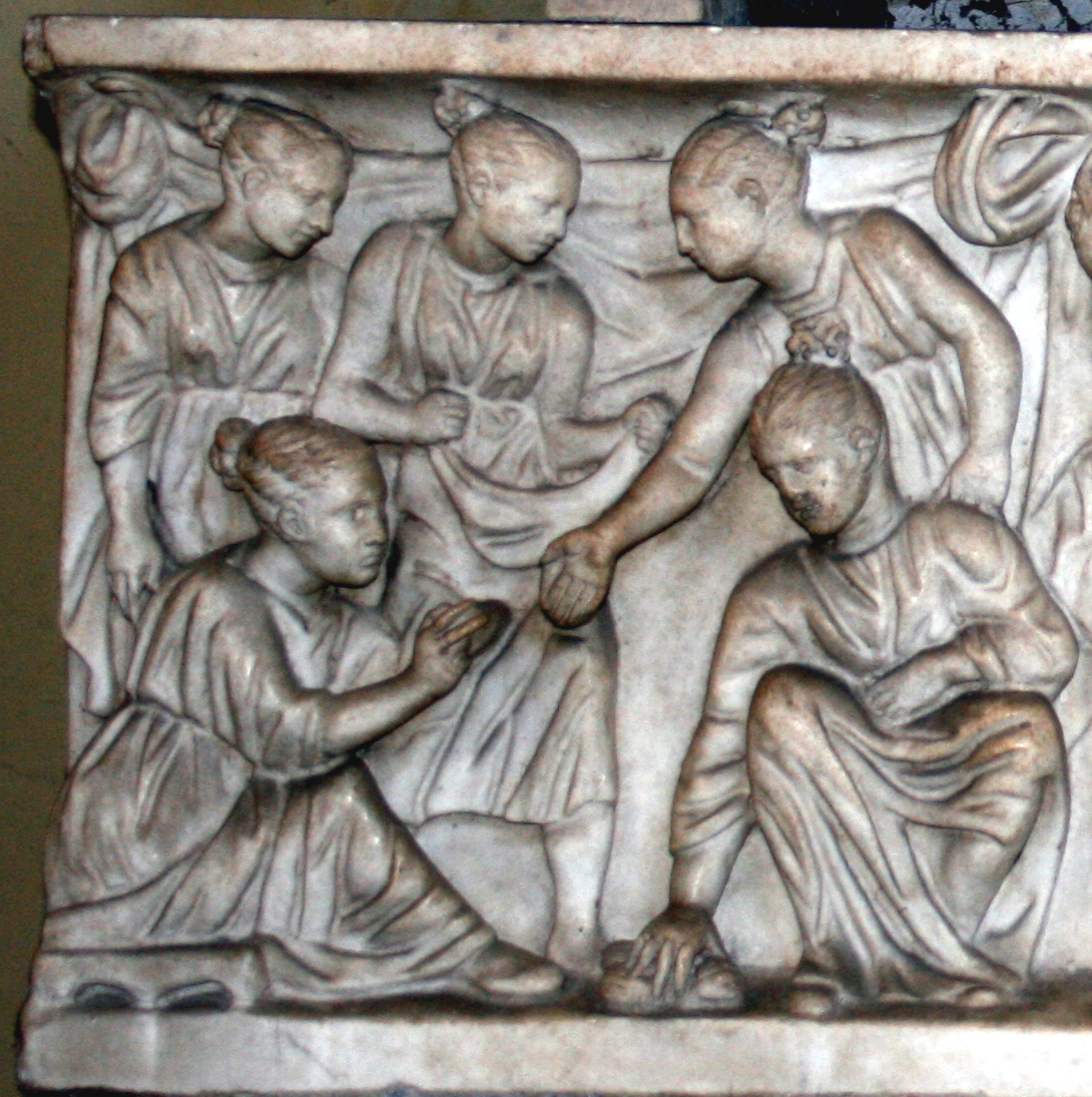
Римські дівчата грають в ігри

Дитинство та виховання у Стародавньому Римі визначалися соціальним статусом, матеріальною забезпеченістю та статтю. Римські діти грали в ігри, та інформація про іграшки висвітлена в письмових та речових джерелах. Фігури у вигляді тварин користувалися популярністю, і деякі діти мали живих тварин і птахів як домашніх тварин. У римському мистецтві зображують дівчат, які грають в однакові ігри з хлопцями, такі як м'яч та ігри серсо та астрагал. Ляльки іноді зустрічаються в могилах тих, хто померли у дитячому віці. Фігурки, як правило, 15-16 сантиметрів заввишки і виготовлені з таких матеріалів, як дерево, теракот, і особливо зі слонової кістки. Дівчата у перехідному віці присвячували свої ляльки Діані, богині, яка асоціювалася із «дівоцтвом», або Венері, коли готувалися до шлюбу. Знатні дівчата, як відомо, одружувались у віці 12 років (дитячі шлюби), тоді як жінки з нижчого соціального статусу, швидше за все, одружувались пізніше, у підліткові роки. Прикладом подружнього віку знатних жінок є друг Цицерона - Аттікус, який одружив свою дочку Цецилію Помпонію Аттіку з Марком Віпсанієм, коли їй було 14 років.

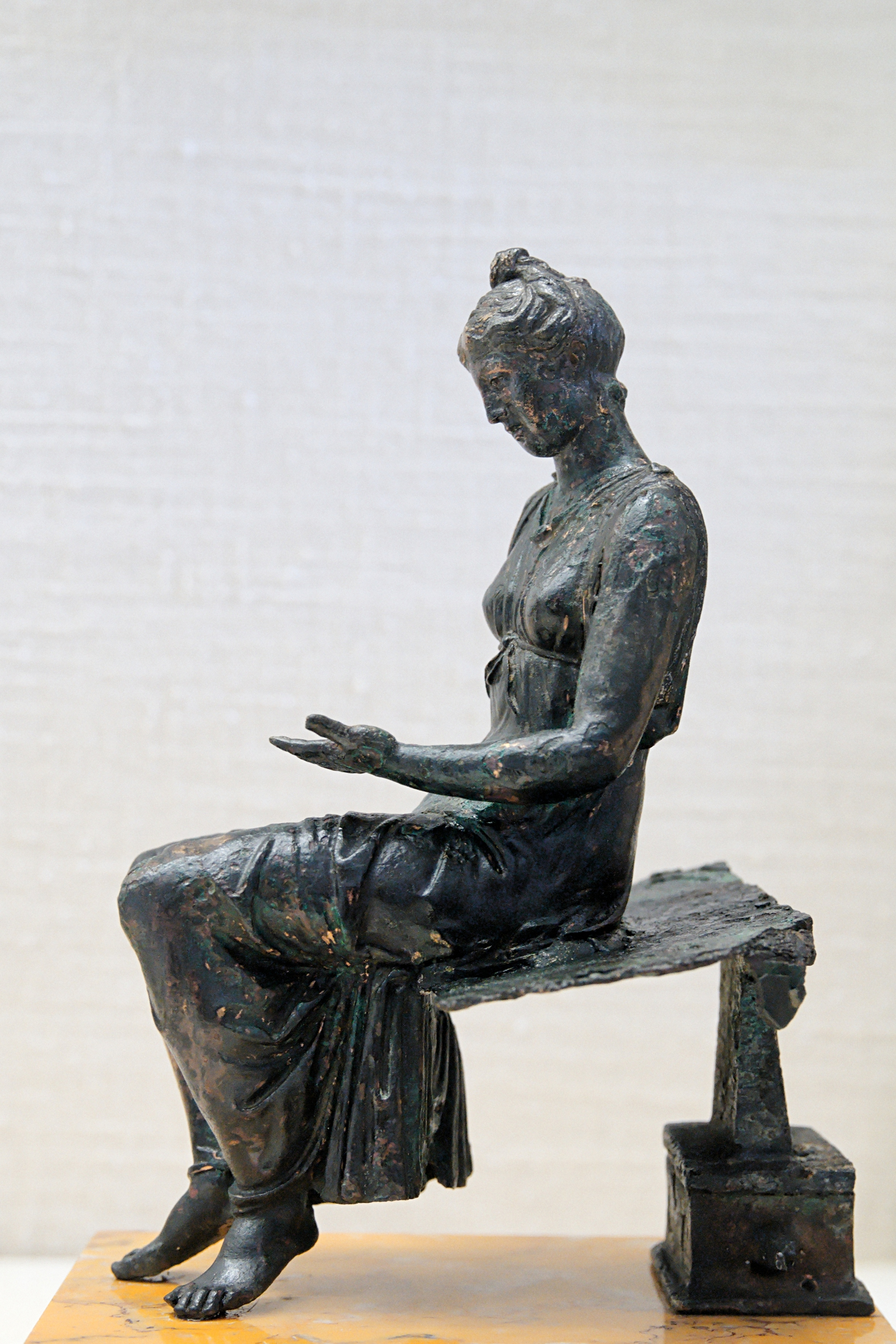
Бронзова статуетка 1 століття, яка зображає дівчину, що читає

Від дівчат очікувалось, що вони берегтимуть цноту, репутацію та будуть скромними до потенційного шлюбу. Легке регулювання шлюбу за законом стосовно мінімального віку (12 років) та згоди на шлюб утворено для того, аби легко покинути сім'ю, а насамперед батька, та залучати дівчат до шлюбу тоді, коли вони вважають за потрібне, та за кого[уточнити]. Шлюб сприяє партнерству між батьком і майбутніми чоловіками, а також формуванню взаємовигідного союзу з політичними та економічними стимулами. Соціальний режим, що має вплив на дівчат через освіту та виховання, орієнтований на ранні шлюби та особливе обмеження для них. Деякі дівчата навчалися в загальноосвітній початковій школі, однак існують певні дані, що свідчать про те, що освіта дівчат обмежувалася лише цією початковою школою. Звідси випливає, що індивідуальне навчання дівчат вдома було більш популярним. Можливо через те, що батьки побоювалися за те, що у навчально-виховних закладах викривиться гендерна характеристика жінки, скромність. Овідій та Марціал зображають дівчат та хлопців, що разом отримують освіту; Тит Лівій вважає самозрозумілою річчю те, що дочка Центуріона буде навчатися в школі. Однак багато інших істориків і філософів, таких як Епіктет, вважають, що освітня система була орієнтована на  розвиток «чоловічої гідності», тобто більше орієнтована на чоловіків.
Діти обох статей соціалізувалися, відвідуючи вечері або інші, менш елітарні події. Як хлопці, так і дівчата брали участь у релігійних святах; наприклад, у Вікових іграх 17 р. до Р.Х., Carmen Saeculare співав хор дівчат та хлопчиків. Діти виростали та перетворювалися на доброчесних дорослих через схоластичні засоби навчання, а саме: наявність навчального плану, вивчення мови, літератури та філософією з моральними настановами. Діти знаті вивчали як грецьку, так і латину з раннього віку. Жінки вищого соціального статусу були добре освіченими; їх іноді хвалили історики за їх навчання та розвиток . Деякі жінки стали видатними та навіть відносно незалежними у римському суспільстві. Корнелія Метелла, молода дружина Помпея Великого, вирізнялася  своїм відчуттям музики та знаннями геометрії, літератури та філософії . Цей рівень освіченості вказує на спеціальне, особливе навчання. Однак серед жінок нижчого соціального статусу освіта обмежувалася знаннями про  роль жінки у шлюбі та, власне, її роботою в домі;. Тобто освіта формувала жінкам їхню певну гендерну та соціальну роль. Знатні сім'ї вкладали гроші в навчання своїх дочок, де їх навчали літератури та етиці, моралі та доброчесності, щоб надати їм навички та якості, які можуть привабити їхніх майбутніх чоловіків. Епіктет припускає, що у віці 14 років дівчата перебували на порозі жіночої зрілості і починали усвідомлювати неминучість своєї майбутньої ролі як дружини.
Життя хлопчиків та дівчат починали різко відрізнятися після того, як вони виростали із перехідного віку, та згадки про жінок частіше підкреслюють їхні якості як домогосподарок, ніж інтелектуальні досягнення . Навички римської матрони, що необхідні для ведення домашнього господарства, потребували підготовки, і матері, ймовірно, передавали свої знання своїм донькам у спосіб, в який ці навички були надані їм, з огляду на акцент у римському суспільстві на традиціоналізм . Цнота та сексуальна чистота цінувалися в суспільстві та вважалися життєво важливими для стабільності як родини, так і держави. Зґвалтування неодруженої дівчини становило загрозу її репутації. Імператор Август запровадив шлюбне законодавство, Lex Papia Poppaea, яке винагороджувало шлюб та дітородження. Законодавство також накладало покарання на молодих людей, які не одружувались, і на тих, хто зраджував. Тому для шлюбу та дітородження було прийнято закон від двадцяти п'яти до шістдесяти років для чоловіків, від двадцяти до п'ятдесяти років для жінок.

## Жінки в сім'ї та закон

### Завжди дочка
Як доньки, так і сини були суб'єктами patria potestas; сім'я, де владою володіє їх батько як голова сім'ї (familia). Римське господарство вважалося колективним (corpus, "тіло"), над яким pater familias мав владу (dominium). Рабів, які не мали правового статусу, були частиною сім'ї як майно. У ранній імперії правове становище дочок мало чим відрізнялося від синів. Якби батько помер та не залишив заповіт, право дочки ділити сімейне майно було на рівні із синами, хоча законодавство другого століття до Р. Х. намагалося це обмежити. Навіть незалежно від правового статусу, дочки, здається, не менш шановані в римській сім'ї, ніж сини. Хоча сини були повинні берегти  репутацію сім'ї, ідучи по стопах своїх батьків у суспільному житті

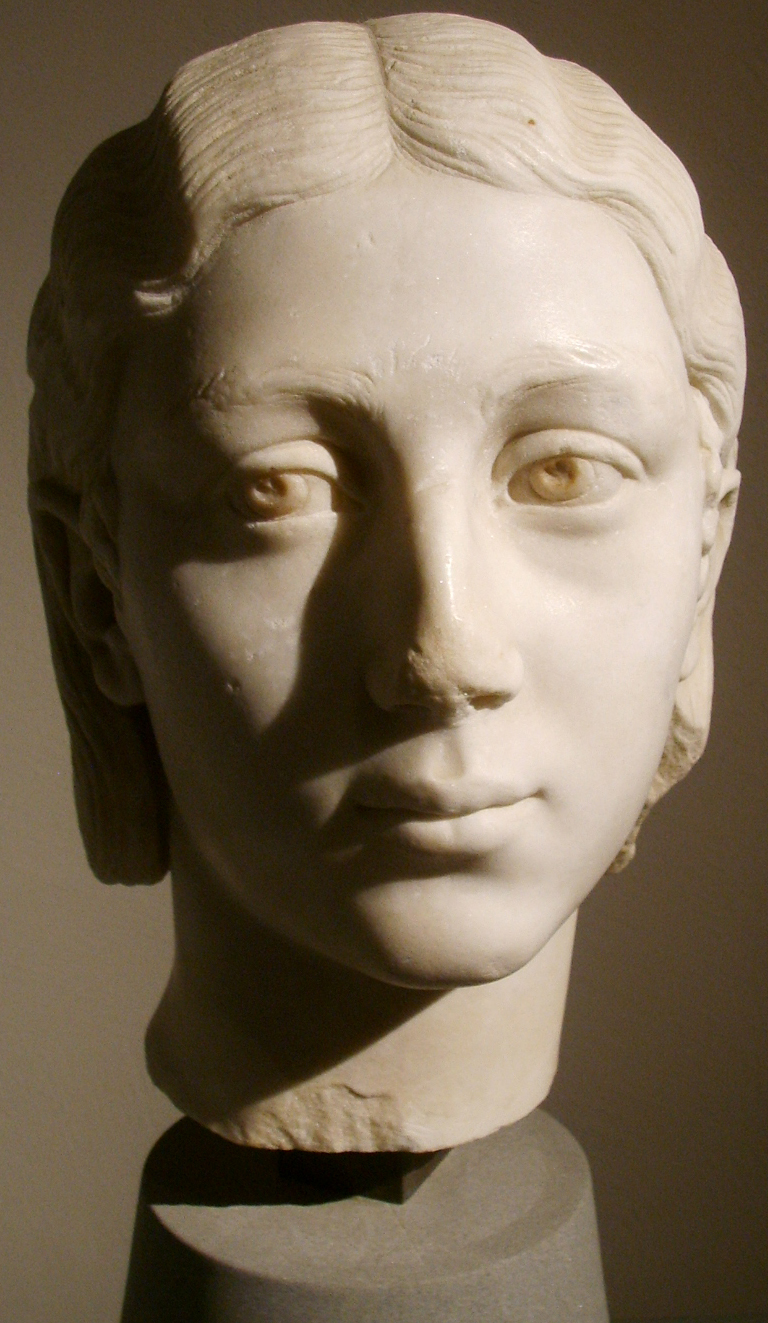
Бюст римської дівчини, початок 3 століття

Pater familias мали право та були зобов’язані  знайти чоловіка для своєї дочки, і перші шлюби, як правило, організовувалися. Технічно пара повинна була бути достатньо дорослою для згоди, але вік згоди становив 12 років для дівчат і 14 років для хлопчиків, хоча на практиці хлопчики, здається, були в середньому на п'ять років старшими. Серед знаті вік 14 років був перехідним періодом від дитинства до юнацького віку, але заручини могли бути організовані через певні політичні причини, коли пара була занадто молодою для одруження, і в цілому знатні жінки одружувались у молодшому віці, аніж жінки нижчого соціального статусу. Більшість римських жінок вступала в шлюб у пізньому підлітковому віці до початку двадцяти років. Дівчина зі знатної сім'ї, по ідеї, повинна бути незайманою до шлюбу, як це може свідчити її молодий вік. Дочка могла б законно відмовитись від чоловіка, якого пропонують її батьки, вказавши на те, що він недостатньо хороший для неї
У ранній Республіці, наречена стала суб’єктом  potestas її чоловіка, але меншою мірою, аніж їхні діти. Однак в період Ранньої Імперії правові відносини дочки з її батьком залишалися незмінними, коли жінка одружувалась, навіть якщо вона переїхала в дім свого чоловіка. Така домовленість була одним з факторів рівня незалежності римських жінок, якою вони користувалися, у порівнянні з багатьма іншими стародавніми культурами і до раннього сучасного періоду: хоча й мала обов’язок перед батьком,  проте не звітувала деталі свого повсякденного життя та її чоловік не мав законної влади над нею.
Очікувалося, що дочка буде шанувати свого батька і залишиться вірною йому, навіть якщо буде видана за іншого чоловіка (не вибраного її батьком). "Повага" не завжди була абсолютною. Після організації перших двох шлюбів своєї дочки Цицерон не схвалив її вибір одружитися з ненадійним Долабеллою, але зрозумів, що він не може цьому запобігти. Дочка зберігала ім'я своєї власної сім'ї (nomen) за життя, не дивлячись на ім'я свого чоловіка. Діти зазвичай брали ім'я батька. Проте в Імперському періоді діти іноді могли взяти ім’я сім'ї власної матері або навіть замість цього прийняти його.

## Жінки та сексуальність
З початку Римської республіки велике значення було приділено жіночій цнотливості. Пудікітія (цнотливість) була богинею жіночої чистоти, якій поклонялися римські жінки. Тільки цнотливі мали змогу увійти до храму. Сексуальне життя жінки розпочиналося з її одруження в чоловічій спальні (cubiculum) або в приватній кімнаті, куди не могли заходити раби. У римських будинках було поширено, що як жінки, так і чоловіки могли мати власну кімнату, що дозволяє їм вести сексуальне життя окремо одне від одного. Хоча передбачалося, що жінки повинні мати лише сексуальні стосунки зі своїми чоловіками, чоловікам було дозволено мати багато сексуальних партнерів протягом усього життя. Після одруження жінки за жінками вівся нагляд; вважалося, що це може запобігти зраді. Наприклад, випадок із першою дружиною Юлія Цезаря, Помпеєю, слугує добрим прикладом: оскільки вона намагалася завести стосунки з Публієм Клодієм. Мати Юлія Цезаря, Аврелія, стежила за поведінкою Помпеї та запобігла їхнім приватним зустрічам. Сама можливість зради, яку могла вчинити Помпея, змусила Цезаря розлучитися з нею.

### Кампанія Августа щодо жінок та сім'ї
Нав'язлива ідея чистоти жінки, а її роль як вірної дружини та довірливої матері в родині зросла під час правління Августа. Ця загальна кампанія з покращення динаміки сімейних стосунків почалася в 18-17 р. до Р. Х. Нові закони Августа спрямовані як на чоловіків, так і на жінок віком від 20 до 55 років, які були нагороджені за те, що вони жили в здорових стосунках, і карали, якщо вони не одружені та без дітей. Крім того, Август змушував розлучитися та застосовував покарання до жінок, що зраджували. Жінки під час його правління могли  бути покарані в судах та вигнані за зраду в стосунках. Як результат такої практики, жіноче тіло та особисті стосунки з приватної справи стали  громадською, яку можна регулювати. Август зайшов занадто далеко, коли покарав і вигнав свою дочку, Джулію, за зраду своєму чоловікові.

### Жінки та закон
Незважаючи на те, що права та статус жінок на ранніх стадіях розвитку Римської держави були більш обмеженими, ніж у пізній республіці та імперії, ще в 5 столітті до Р.Х. римські жінки могли володіти землею, писати власні заповіти і з'являтися в суді. Історик Валерій Максім  присвячує розділ своєї роботи «Достопам'ятні діяння і вислови» жінкам, які вели справу від свого імені чи від імені інших. Ці жінки демонстрували здібності як ораторок у залі суду, хоча ораторське мистецтво вважалося заняттям для амбіційних римських чоловіків. Одна з них, Маєзія Сентія, ідентифікується за її походженням з міста Сентінум, а не, як це було прийнято, за зв'язком із чоловіком.  Незалежна Маєзія виступила у своїй власний захист, і була виправдана майже одностайно після короткого судового розгляду, так як вона говорила з такою силою та ефективністю. Оскільки ці характеристики вважалися маскулінними, однак, історики вважали, що під її жіночим виглядом вона мала "мужній дух", а згодом її називали "Андрогін" 

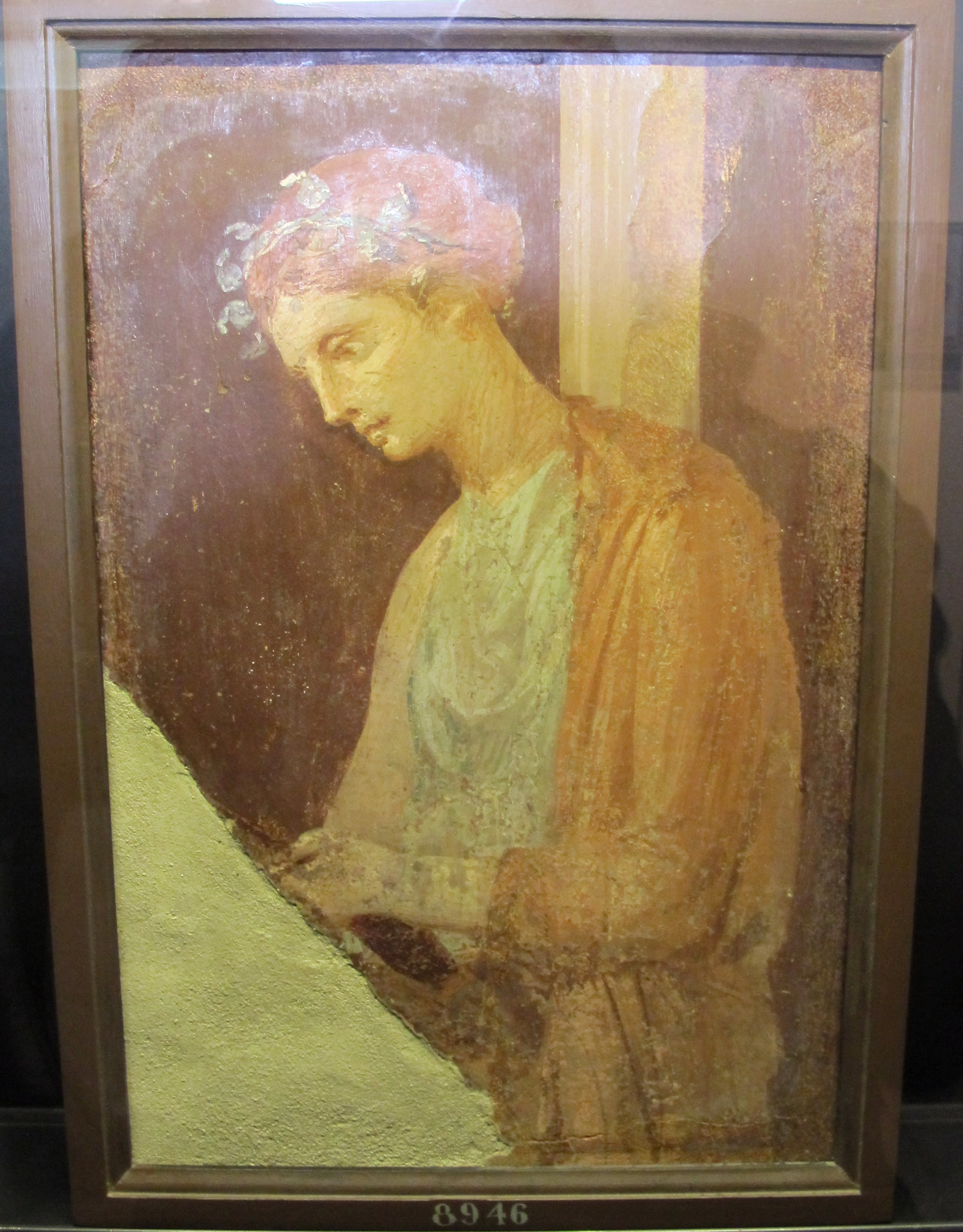
Римська фреска, на якій зображена дівчина, що читає Помпеї, Ітла

Здатність Маєзії подавати справу "систематизовано та рішуче" передбачає, що, хоча жінки регулярно не вели судову справу, проте мали досвід приватної декламації та сімейного суду. Афранія, дружина сенатора під час правління Сулли, не відстоювала свої інтереси в суді через адвоката, як було заведено. Виконувала ці обов'язки особисто, демонструючи гарне знання правових та риторичних навичок. Багато разів виступала як обвинувач у процесах перед претором і заважала нормальній роботі суду. Увійшла в приказку як символ жіночої безсоромності. Щоб припинити її діяльність, претор видав едикт, що забороняє жінкам виступати в суді від імені інших осіб.. Було відзначено, що звинувачення жінок у слабкості та незнанні закону, а отже, вони потребують захисту адвокатів-чоловіків, насправді було вжито заходів для обмеження їх впливу та ефективності в суді. Незважаючи на це конкретне обмеження, є численні приклади того, що жінки висловлюють власні обґрунтовані ідеї в юридичних справах у Пізній Республіці та Принципаті.
Емансипована жінка законно перетворилася на sui iuris, могла володіти майном і розпоряджатися ним, як вона вважала за потрібне. Якщо pater familias помирав, не залишивши заповіт, закон вимагав рівного розподілу його майна серед дітей незалежно від їхнього віку та статі. Воля, яка вчинила інакше, або звільнила будь-якого члена сім'ї без належного судового процесу, може бути оскаржена. З пізньої республіки жінка, яка успадкувала частку, рівну своїм братам, позбувалася контролю агнатів
Як і у випадку неповнолітніх, емансипована жінка мала законного опікуна, призначеного їй. Жінка, зберігаючи власну незалежність, мала контроль над своїм життям, проте опікун повинен був надавати формальну згоду на певні дії. Опікун не мав влади над її особистим життям, і жінка sui iuris могла одружуватися з тими, з ким вона вважає за потрібне. Жінка також мала деякі способи регресу, якщо вона хоче замінити обструктивного вчителя. Під час правління Августа жінка, яка отримала ius liberorum, законне право на певні привілеї після народження трьох дітей, також була звільнена з-під контролю опікуна, а імператор Клавдій заборонив опіку від агнатів. Роль опіки, як правового інституту, поступово зменшувалась, і до 2-го століття після Р. Х юрист Гай сказав, що не бачить причин для цього. Християнізація імперії, починаючи з прийняття християнства імператора Костянтина на початку 4 століття, зрештою вплинула на правовий статус жінок.

### Шлюб

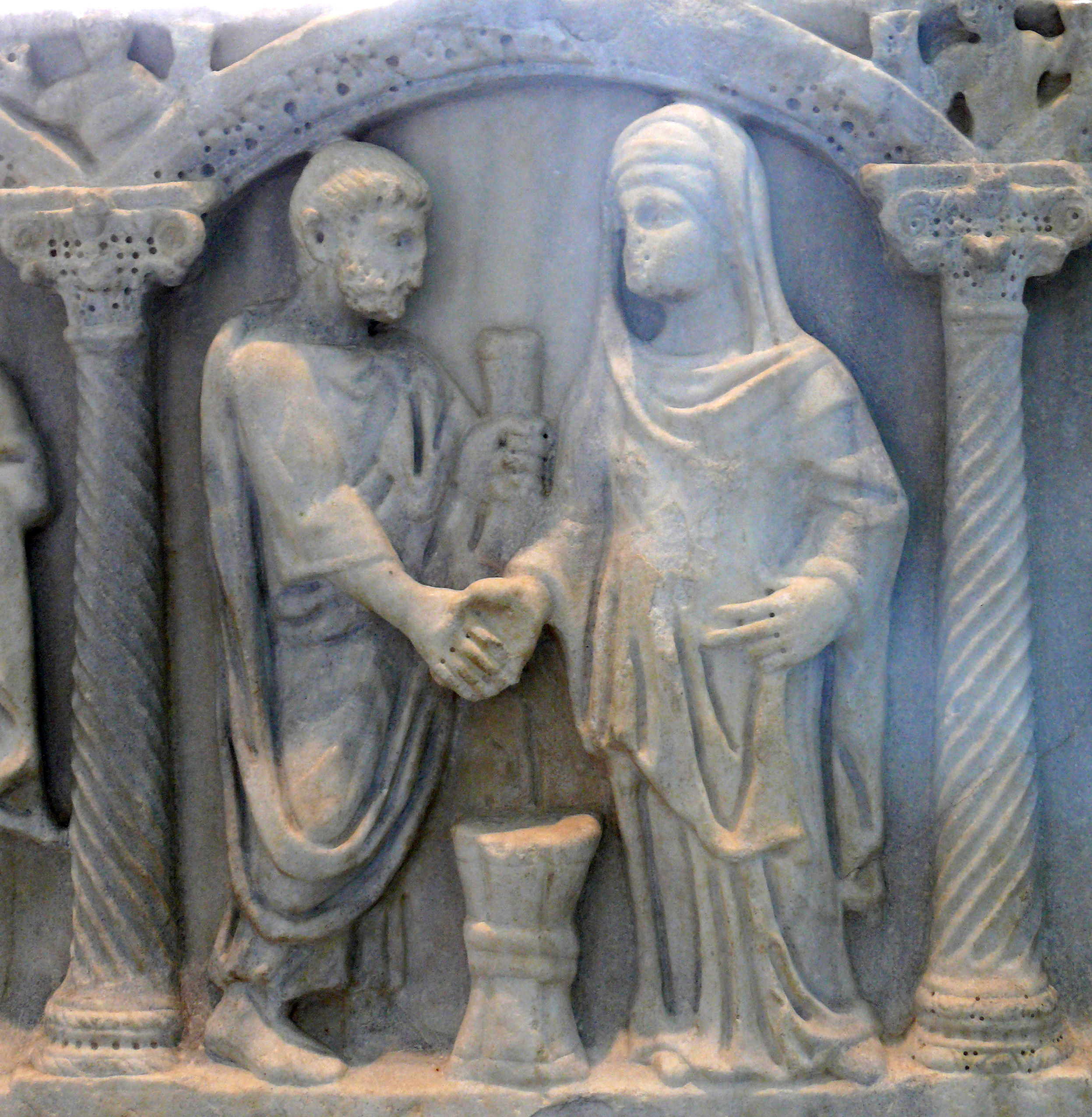
Римська пара на церемонії тиснуть один одному руки. 4 століття

Епітафії на могилах знатних римських сімей свідчать, що ідеальний римський шлюб був одним із видів взаємної вірності, в якій чоловік і дружина розділяли інтереси, діяльність та майно.
У ранній Республіці, наречена передавалася із рук свого батька до свого чоловіка та ставала суб'єктом potestas її чоловіка, але меншою мірою, аніж їхні діти. У ранні періоди римської історії шлюб під назвою Manus означав, що одружена жінка буде знаходитись під владою її чоловіка, але цей звичай викорінився з 1-го століття до Р. Х. на користь вільного шлюбу, який не давав чоловікові будь-яких прав на дружину. Під час класичної епохи римського права шлюб не вимагав церемонії, а лише взаємної волі та згоди жити разом у гармонії. Шлюбні церемонії, контракти та інші формальності мали на меті лише довести, що пара фактично одружилася. В ранньому або архаїчному римському праві існували три види шлюбу:, coemptio, Usus. Патриції завжди одружувались за confarreatio, а плебеї одружувалися за останніми двома видами. У шлюбі за usus, якщо жінка була відсутня протягом трьох ночей поспіль принаймні один раз на рік, вона звільнялась від контролю свого чоловіка на юридичному рівні.
Форма шлюбу, відома як manus, була нормою в ранній республіці, але згодом стала зникати. Під цією ранньою формою одруження наречена переходила до рук (manus) її чоловіка; Тобто вона була переходила від свого батька до свого чоловіка. Її придане, будь-які права на спадщину, передані через її шлюб, і будь-яке майно, придбане їй після одруження, належало чоловікові. Чоловіки можуть розлучитися на підставі зради, і зареєстровані кілька випадків розлучення через безпліддя дружини. Під manus жінки повинні були слухатися своїх чоловіків практично у всіх аспектах свого життя.
Ця архаїчна форма шлюбу була значною мірою забута за  часів Юлія Цезаря, коли жінка залишалася під владою батька за законом, навіть коли вона приходила в дім свого чоловіка. Така домовленість була одним з факторів, що зображував незалежність римських жінок, якою вони користувалися, порівняно з багатьма іншими стародавніми культурами: так званий "вільний" шлюб не змінював особистий статус ні для дружини, ні для чоловіка. Вільний шлюб зазвичай включав двох громадян, або громадянина, і людини, яка володіла латинськими правами, а в пізніший імператорський період і з офіційним дозволом — солдати-громадяни та негромадяни. У вільному шлюбі наречена приносила чоловікові придане: якщо шлюб закінчився не через зраду, він повертав більшу частину. Таким чином, законний поділ власності визначав те, що подарунки між подружжям не були визнані як власність; якщо пара розлучилася або навіть жила окремо, людина, що дарувала, могла забрати подарунок.

### Розлучення

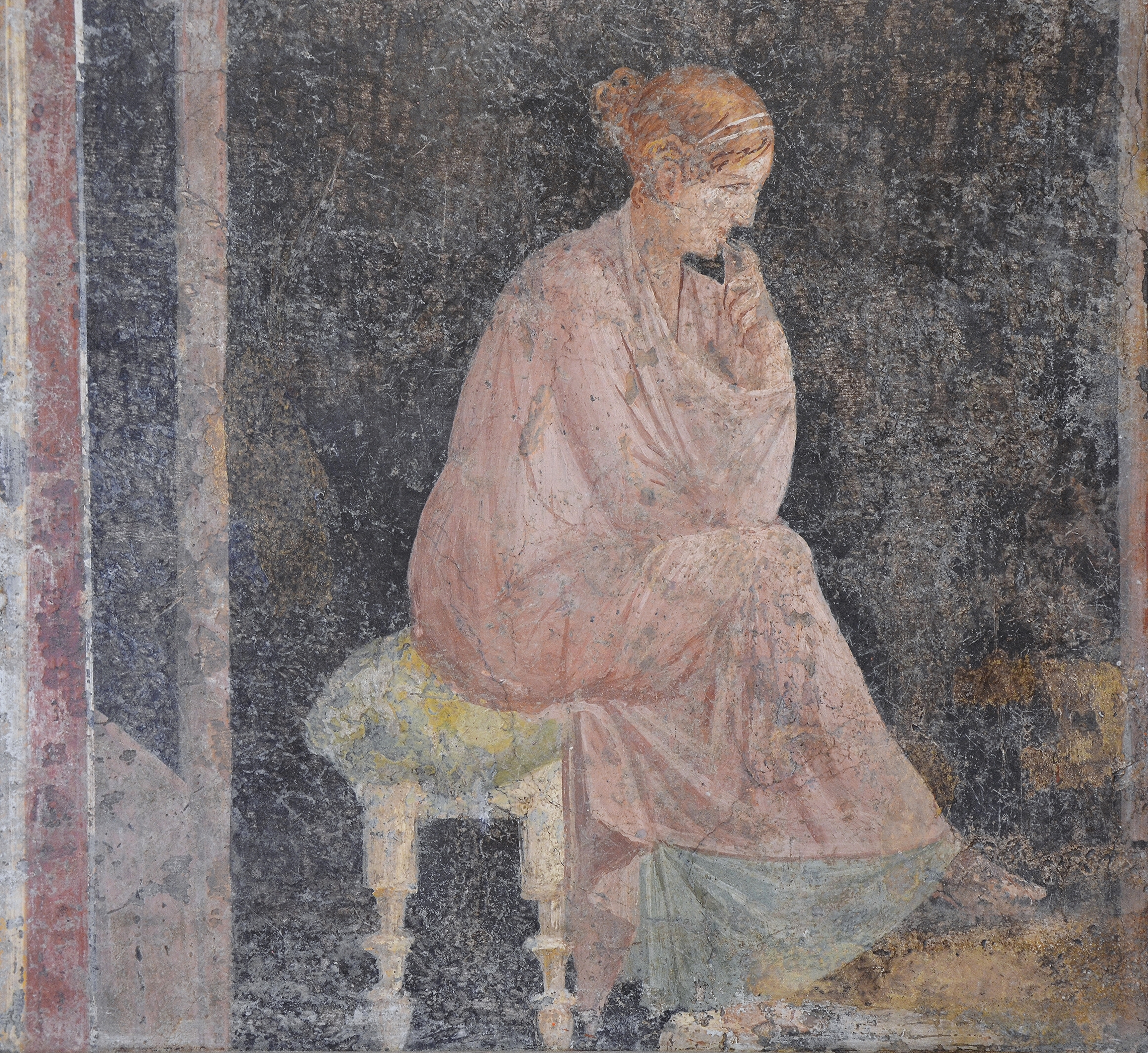
Фреска, на якій зображена жінка з міста Стабії, що сидить

Розлучення було законним, але відносно неформальним.  Головним чином стосувалася дружини, адже вона залишала будинок чоловіка, забираючи власне придане. За словами історика Валерія Максіма, розлучення відбувалося до 604 р. до Р. Х. або й раніше, і закон, закріплений у середині 5 ст до Р. Х.  (за дванадцятьма таблицями), передбачає розірвання шлюбу. Розлучення було соціально прийнятним, якщо воно здійснювалося в рамках соціальних норм (mos maiorum). За часів Цицерона і Юлій Цезаря, розлучення було досить поширеним та "безсоромним", а не проявом соціального сорому. [71] Валеріус каже, що Луція Анніуса осуджували за те, що він розлучився з дружиною, не порадившись зі своїми друзями; Тобто він здійснив це для своїх цілей і не потурбувався про свою репутацію). Цензори 307 року до Р.Х. тим самим виключили його з Сенату за моральну провину.
В інших джерелах, однак, стверджується, що перше розлучення відбувся лише в 230 році до Р. Х. тоді як Діонісій Галікарнасський зазначає , що "Спуріус Карвілюс, розрізнений чоловік, був першим, хто розлучився з дружиною" на підставі безпліддя. Це, швидше за все, був Спуріус Карвілус Максимус Руга, який був консулом у 234 і 228 р. До Р. Х.
Під час класичного періоду римського права (пізньої республіки та принципату) чоловік або жінка могли розірвати шлюб просто за власним бажанням. Якщо дружина не зможе довести, що чоловік не приносив ніякої користі, він залишав собі дітей. Оскільки власність була розділена між чоловіком та жінкою окремо під час шлюбу, розлучення  "вільного" шлюбу було дуже простою процедурою 

### Одруження вдруге

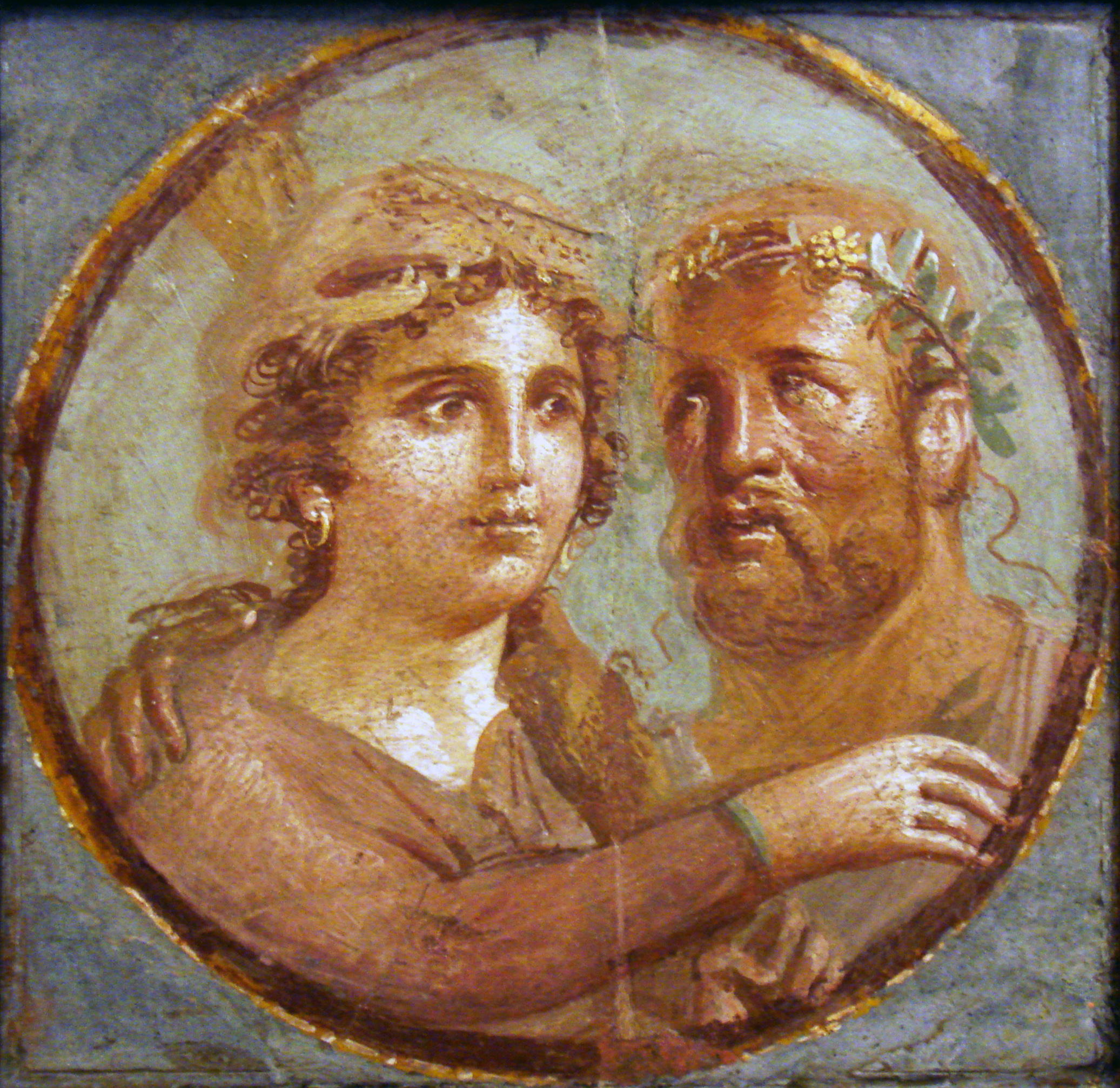
Геракл та Омфала, Римська фреска, Національний археологічний музей (Неаполь), Italy

Серед римлян високого соціального статусу повторний шлюб не був рідкістю. Повторне одруження після смерті партнера або ж партнерки для аристократії тим паче не було чимось незвичним. Якщо ж для чоловіка не було потрібно чекати певний термін після смерті його дружини для одруження вдруге, то для жінки такий термін складав 10 місяців скорботи, і лише після цього в неї з’являлася можливість одружитися вдруге. Також така тривалість терміну скорботи могла допускати вагітність: якщо жінка завагітніла безпосередньо перед смертю чоловіка, то період у десять місяців гарантує, що дитина від нього, що могло вплинути на соціальний статус та спадщину дитини. Жоден закон не забороняє вагітним жінкам вступати в шлюб, в історії Риму навіть є відомі випадки: Август одружився з Лівією, коли вона виношувала дитину свого колишнього чоловіка, а Колегія Понтифіків постановила, що це допустимо у випадку, якщо батько дитини дав на це згоду. Колишній чоловік Лівії навіть відвідав їхнє весілля.
Оскільки шлюби знаті часто траплялись на політичному підґрунті або ж через питання матеріальної власності, вдова чи вдівець, що має майно в цих сферах, поставали перед незначними труднощами перед повторним одруженням. Шлюби Фульвії, яка командувала військами під час останньої громадянської війни часів Республіки і яка була першою римською жінкою, чиє обличчя було на монеті, є прикладом того, що вибирала вона чоловіків згідно з власними політичними симпатіями та амбіціями: вона пошлюбила Публія Клодія Пульхра.
Плутарх вказує на те, що друге весілля для римлян, швидше за все, є так званим актом душевного примирення, адже вдова все ще сумує за мертвим чоловіком. Їй соромно йти до іншого чоловіка, поки її все ще живий; та вона відчуває сум, коли з іншим, у той час, коли її чоловік мертвий. Хоч і причини для розлучення можуть бути ганебними для соціуму та життя із однією людиною було ідеалом сімейного життя, повторний шлюб не був причиною для цькування; навпаки, шлюб вважався  важливою частиною дорослого життя як для чоловіків, так і для жінок . Катон Молодший дозволив своїй вагітній дружині Марці розлучитися з ним і одружитися з Гортензієм, відмовився видавати в шлюб свою молоду дочку за  60-річного оратора. Після того, як вдовиця  Марція успадкувала матеріальні статки, Катон знову одружився з нею.. Проте  жінок можуть цькувати за часті одруження, особливо якщо це пов'язано з їх сексуальністю.

### Наложництво

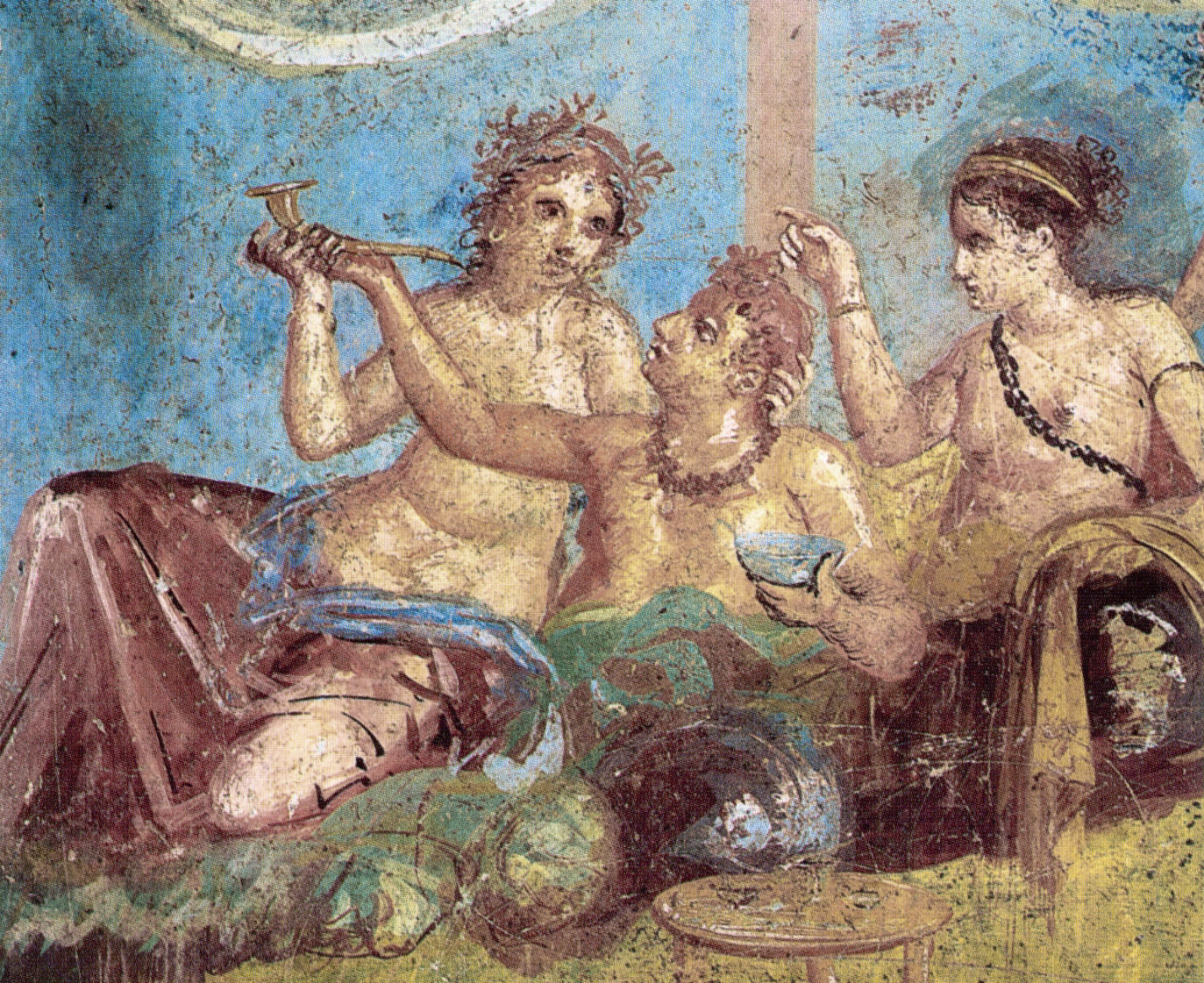
Римська фреска з бенкетною сценою

Так зване наложництво визначалося римським правом як випадок, коли жінка перебуває зі своїм партнером у моногамних стосунках, та він не є її законним чоловіком. Це не вважалося чимось ганебним у римському суспільстві; бували випадки, коли наложниця ставала його дружиною.
Пари, як правило, вдавалися до співмешкання у випадку, якщо соціальні статуси були перешкодою для законного шлюбу: наприклад, сенатор та жінка, яка була нижчого соціального статусу, наприклад звільнена жінка, бідна або ж повія. Або ж два партнери, у котрих не було права на законний шлюб вдавалися до співмешкання. Навіть були випадки, коли жінка високого соціального статусу любила чоловіка, який не був їй рівнею. Співмешкання відрізнялася від шлюбу головним чином статусом дітей, народжених у таких стосунках. Діти мали соціальний статус не свого батька, як заведено, а матері.

### Домашнє насилля

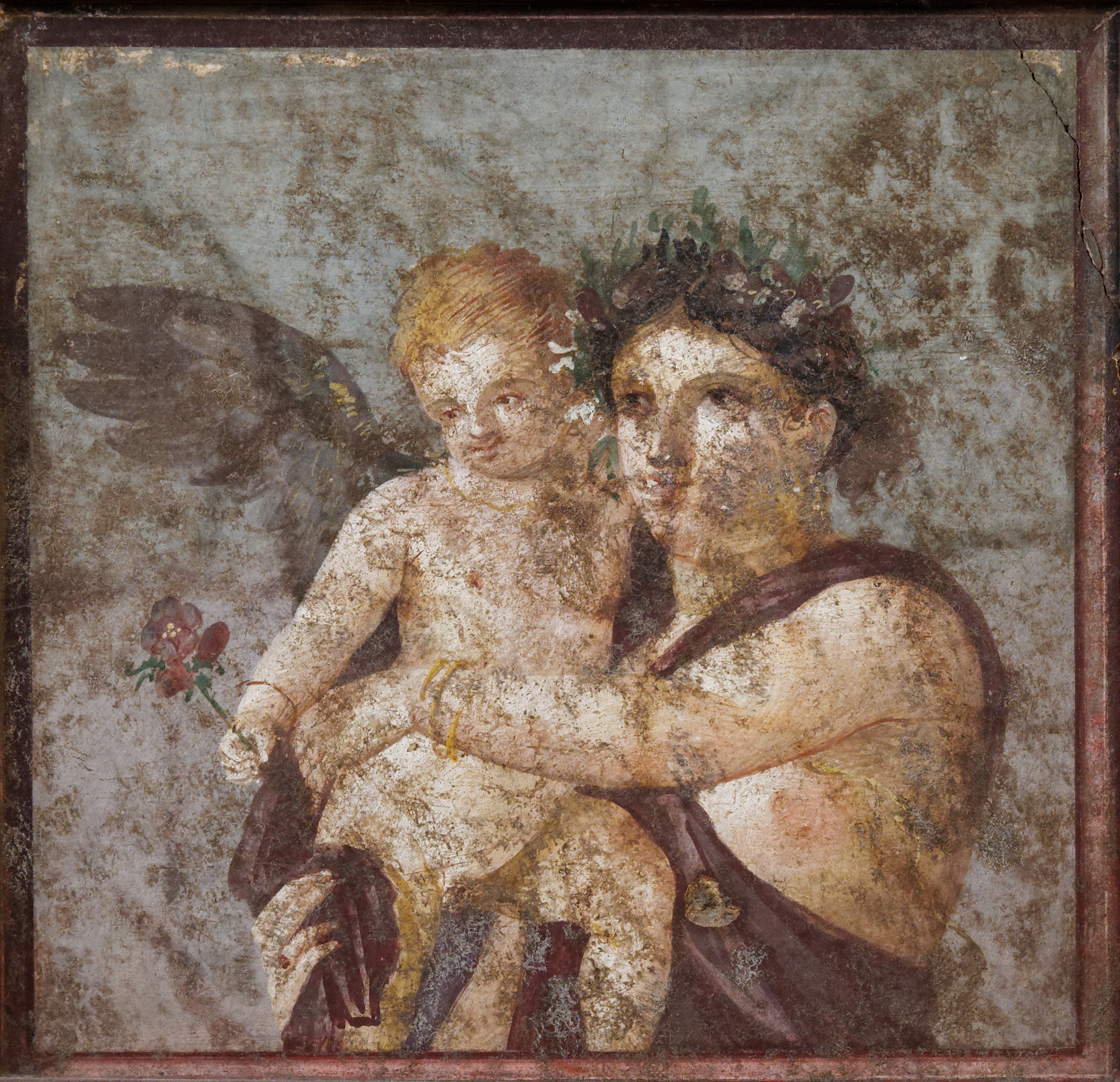
Менада з купідоном в руках, фреска, 1 століття

Класичне римське право не дозволяло випадки будь-якого прояву домашнього насилля від чоловіка над власною дружиною, але це не означає, що його не було. Плутарх у своїй праці пише, що «Катон Старший  вважав: чоловік, що вдарив власну дружину чи дитину, замахнула свої насильницькі руки на свята святих; і що він вважав, що бути гарним чоловіком краще, аніж бути гарним сенатором» Людина, що є при владі за часи республіки, має поводити себе стримано із своєю дружиною і бути  хорошим чоловіком. Побиття дружини є серйозною підставою для розлучення чи для іншого судового позову проти чоловіка.
Домашнє насилля  з’являється в джерелах, головним чином, коли серед знаті стаються недопустимі випадки. Імператор Нерон імовірно вбив власну першу дружину (та зведену сестру) Клавдію Октавію, перед цим ув’язнивши її та піддавши тортурам. Потім Нерон одружився з вагітною коханкою Поппеєю Сабіною, яку він забив до смерті за те, що вона його критикувала.. Принижений Коммод також імовірно вбив  власну дружину та сестру.

### Материнство

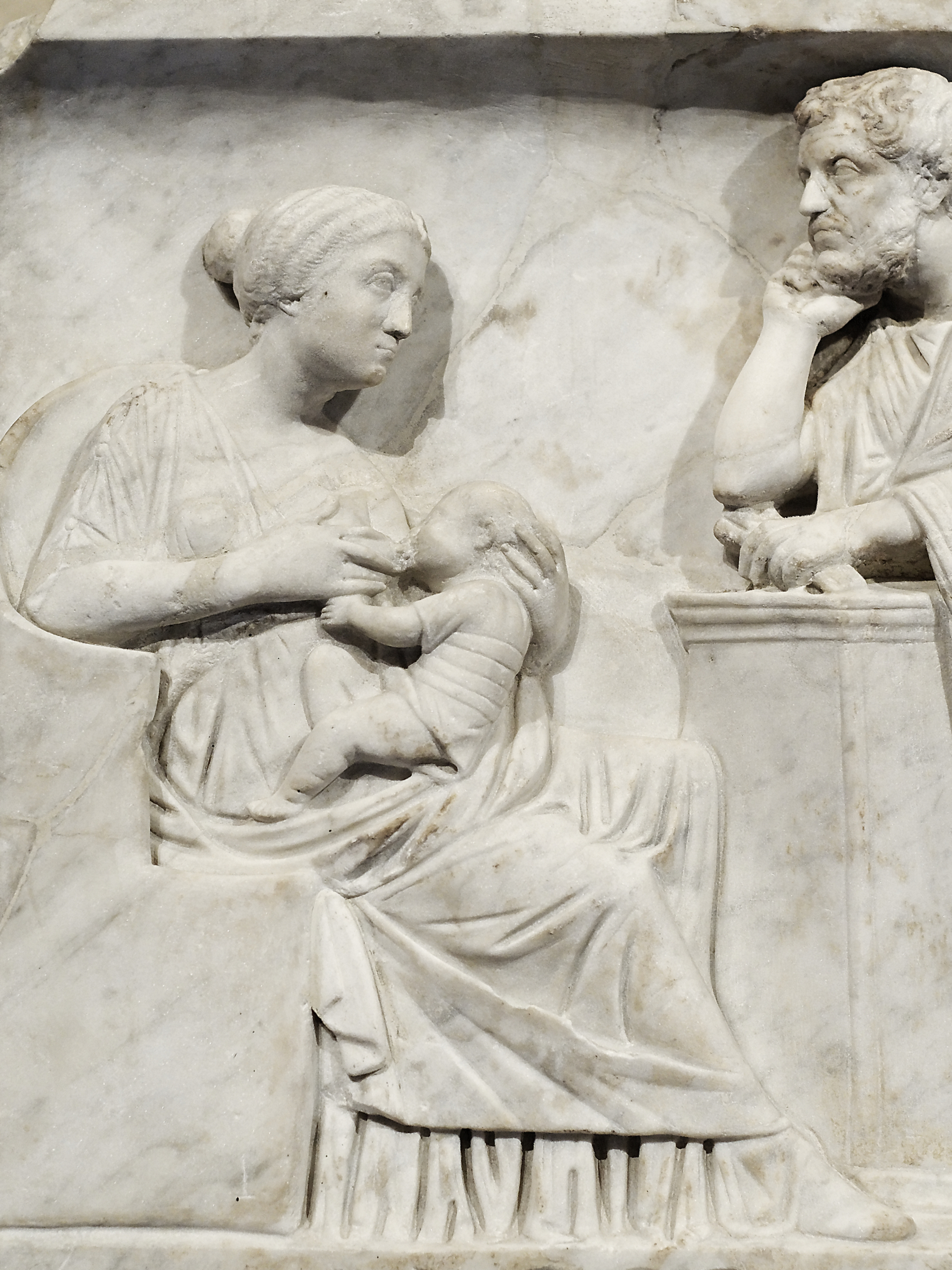
Жінка годує сина в присутності батька. Детальне зображення із саркофагу. 150 рік після Р.Х.

Гендерна роль жінок в римському суспільстві вимагала від них народжувати дітей, але жінки вищого соціального статусу звикли до певної незалежності, демонструючи все більше небажання присвячувати себе традиційному материнству. До 1-го століття до Р. Х. більша частина знатних жінок уникала самостійного грудного вигодовування  своїх самих немовлят, а також наймала годівниць. Така практика не була чимось незвичним ще у 2 столітті до Р. Х., коли Плавт згадує у своїх працях годувальниць. Оскільки мамине молоко вважалося найкращим для дитини, знатні жінки іноді годували самостійно власних дітей, якщо не було протипоказань.. Якщо жінка вирішила відмовитися від годування своєї дитини, вона могла відвідати  Columna Lactaria, де бідні батьки могли отримати молоко для своїх дітей за просто так. Ліцинія, дружина Катона Старшого (від 149 року до Р. Х.), мала годувальниць не лише для свого сина, а й іноді для немовлят її рабів  За часів Тацита (117 року до Р. Х.), грудне вигодовування знатними жінками вже було ідеалізовано та вважалося практикою доброчесних старих часів.
Ступінь зацікавленості римських чоловіків у вихованні дітей важко визначити. Схоже, що традиціоналісти, такі як Катон, брали іноді участь у вихованні: Катон любив бути присутнім, коли його дружина купала та пеленала свою дитину
Великі сім'ї не користувалися популярністю серед знаті навіть у Пізній Республіці; сімейство Клодія Пульхра, який мав принаймні трьох сестер і двох братів, вважалося чимось незвичним для римського суспільства. Рівень народжуваності серед аристократії знизився до такої міри, що перший римський імператор Август прийняв закони, спрямовані на покращення динаміки сімейних стосунків, в тому числі спеціальні винагороди для жінок, які народили принаймні трьох дітей  (ius trium liberorum). Неодруженим, розлученим, безплідним, вдовам та вдівцям було заборонено успадковувати майно у випадку відсутності заповіту.
Римські жінки не тільки цінувалися за кількість народжуваних дітей. Також вона брали участь у вихованні та освітніх процесах для дітей, що допомагало їм стати належними громадянами. Аби навчити дітей, матір сама мала бути добре освіченою. Одна з римських жінок, найвідоміша своєю силою і впливовістю, як мати, була Корнелія, мати братів Гракхів. Юлій Цезар, чий батько помер, коли він був тільки підлітком, мав тісні стосунки зі своєю матір’ю, Аврелією. Аврелію описують як ідеальну римську матрону. Древні історики вважали її суворою і порядною римською жінкою, були про неї високої думки. Пишуть, що вона була розумною, самостійною і широко відомою за свою красу, користувалася великою повагою у Римі. Коли в 82 до Р.Х. вісімнадцятирічний Цезар, на самому початку своєї кар'єри, відмовився розлучитися на вимогу Сулли зі своєю дружиною Корнелією, лише авторитет Аврелії і її звернення до диктатора допомогли врятувати її синові життя.

## Повсякденне життя

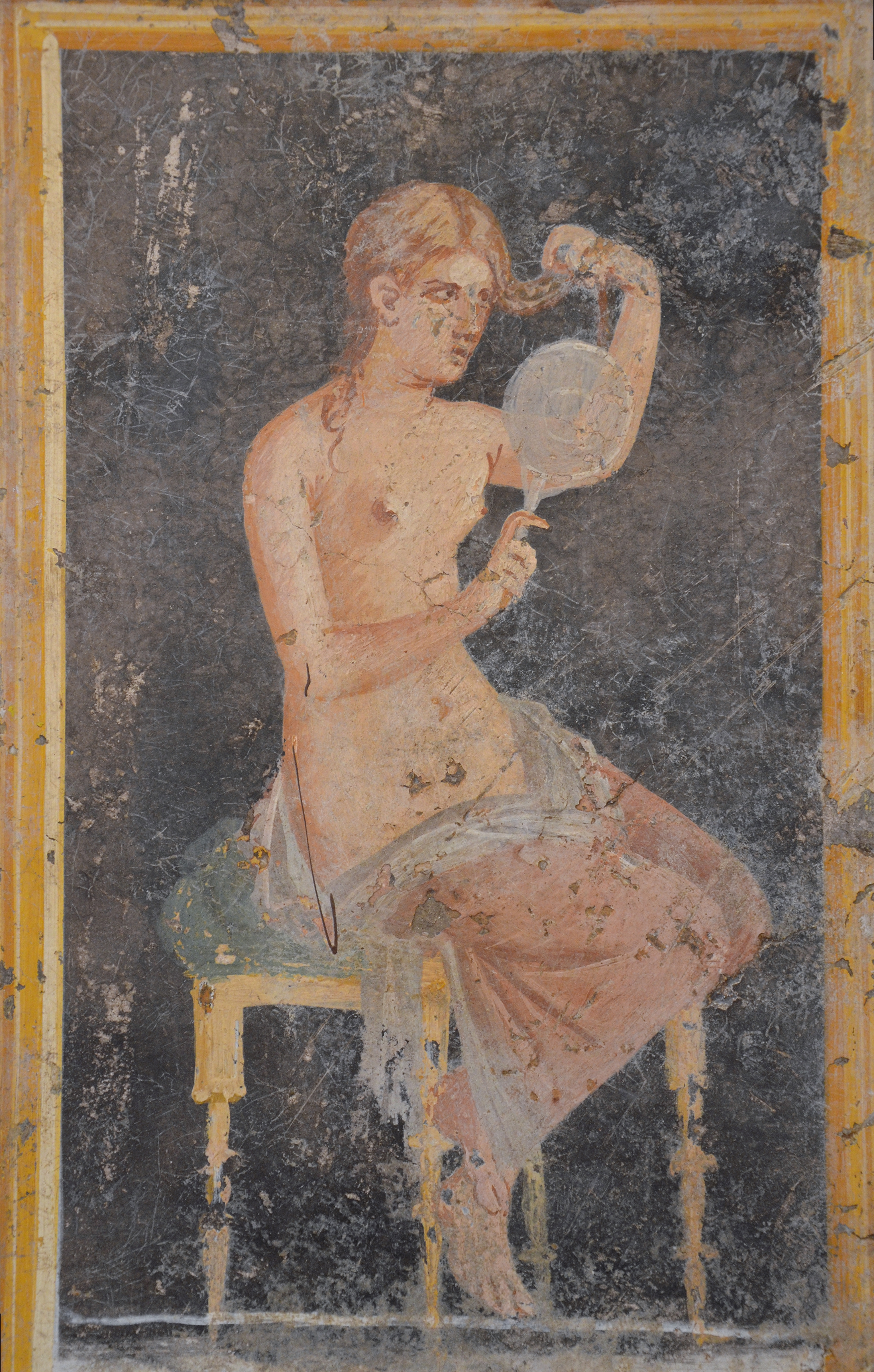
Жінка розглядає власну зачіску в дзеркалі. Фреска, 1 століття

Знатні жінки керували великим і складним комплексом домашнього господарства. Оскільки багаті пари часто володіли кількома будинками та заміськими маєтками з десятками і навіть сотнями рабів, деякі з яких були освіченими та висококваліфікованими, ця відповідальність була рівноцінною як на роботі невеликої корпорації. На додаток, потрібно було розважати гостей, клієнтів та відвідання сановників з-за кордону, чоловік проводив ранкові ділові зустрічі (salutatio) вдома. Будинок (domus) був також центром соціальної ідентичності сім'ї, а в передпокої (atrium) висіли портрети предків. Через те, що чоловіки часто покидали будинок через військову службу, все господарство та нагляд на будинком, розв'язання ділових питань припадало на жінок. Наприклад, коли Юлій Цезар був у від'їзді з Риму впродовж 50-х років до Р. Х., його дружина Кальпурнія відповідала за його майно. Коли Овідій був засланий Августом у 8 році до Р. Х., його дружина використовувала соціальні зв'язки та правові маневри, щоб зберегти майно та господарство сім'ї, від якого залежало їх існування. Овідій виражає свою любов і захоплення своєю жінкою в поезії, яку він написав під час вигнання. Ощадливість і скромність були характеристиками доброчесної римської  матрони
Одним з найважливіших завдань жінок у господарстві було виробництво одягу. У ранній римський період прядіння вовни було основним домашнім заняттям; прядіння вказувало на самодостатність сім'ї, оскільки шерсть виробляється у власних маєтках. Навіть у містах прядіння часто було одним із обов'язків дружини.

### Жінки та торгівля
"Одна з найцікавіших рис того віку, — зазначив французький антикознавець вчений Гастон Буассьє, — полягає в тому, що жінки на рівні із чоловіками були зацікавлені в веденні підприємств. Гроші були їх найпершою ціллю, вони працювали у своїх маєтках, інвестували власні кошти, позичали. Хоча римське суспільство не дозволяло жінкам мати політичну владу, проте вони мали змогу мати підприємства. Тобто мати так званий бізнес.
Навіть багаті жінки просто не відпочивали у вільний час. Серед аристократії жінки, як і чоловіки, позичали своїм товаришам гроші, щоб уникнути кредитів. Коли Пліній розглядав можливість придбання маєтку, він взяв позику у своєї свекрухи. Жінки також фінансували громадські справи, як це часто документують джерела протягом імператорського періоду. "Незаконна" Політта, яка з'являється в праці Піонія, володіла маєтками в провінції Азії. Джерела зафіксували її щедре фінансування реконструкції гімназії в Сардах.

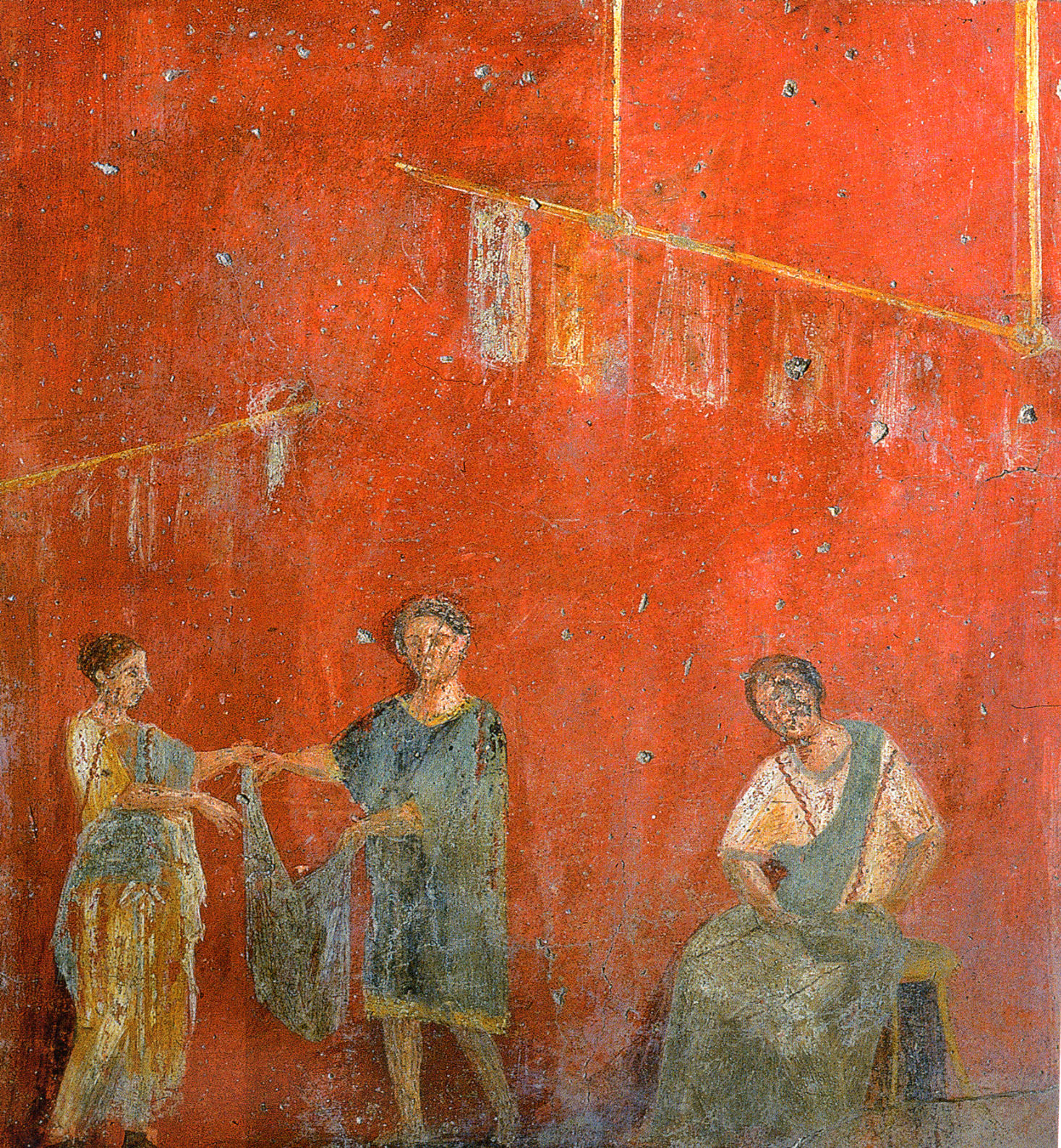
Жінки торгують разом із чоловіками речами, зробленими власноруч. Фреска З Помпей

Оскільки жінки мали право володіти майном, вони могли займатися тими самими справами, що і землевласники. Проте їхнє володіння рабами варіювалося від турботи за ними до неприпустимої жорстокості. Під час першого Сицілійського повстання Мегаліс та її чоловік Дамофіл були вбиті власними рабами за їхню жорстокість.
На відміну від землеволодіння, промисловість не вважалася почесною професією для сенаторів. Цицерон припускав той факт, що торговці, аби заслужити повагу, купляли землю. Однак ставлення змінювалося під час імперії, і Клавдій випустив закон, який залучав би вищі класи до торгівлі. Жінки верхніх класів згадуються джерелами як володарки та керівниці певних торгових процесів.
Торгівля та виробництво не дуже добре представлені в римських джерелах, але епітафії іноді фіксують професію покійників (включаючи жінок). Відомо, що жінки володіли підприємствами, що виробляли цеглу. Жінка могла розвивати певні навички, аби допомагати чоловікові або керувати частиною його бізнесу. Артеміда була одружена з Діонісієм, який робив шоломи, як написано в дощечці прокляття, на якій вони вимагають знищення їхнього домогосподарства, майстерні тощо. Схоже, звичайні жінки, яким належить бізнес, були винятковими. Жінки, які володіли певним підприємством звільнялися від закону часів Імперії, який карав жінок за зраду.
Деякими типовими заняттями для жінок були: годувальниця, актриса, танцівниця чи акробатка, повія та акушерка. На повій  та артисток, таких як актриси, накладалося клеймо infamia; тобто жінка могла звернутися за допомогою у разі порушення її прав, якщо технічно вона була вільною. Джерела вказують на те, що жінка, яка була годівницею, пишалася власною професією. Жінки можуть бути книжницями та секретарками, у тому числі тобто каліграфами . Пліній надає нам список художниць та їх картин.

### Жінки в політиці

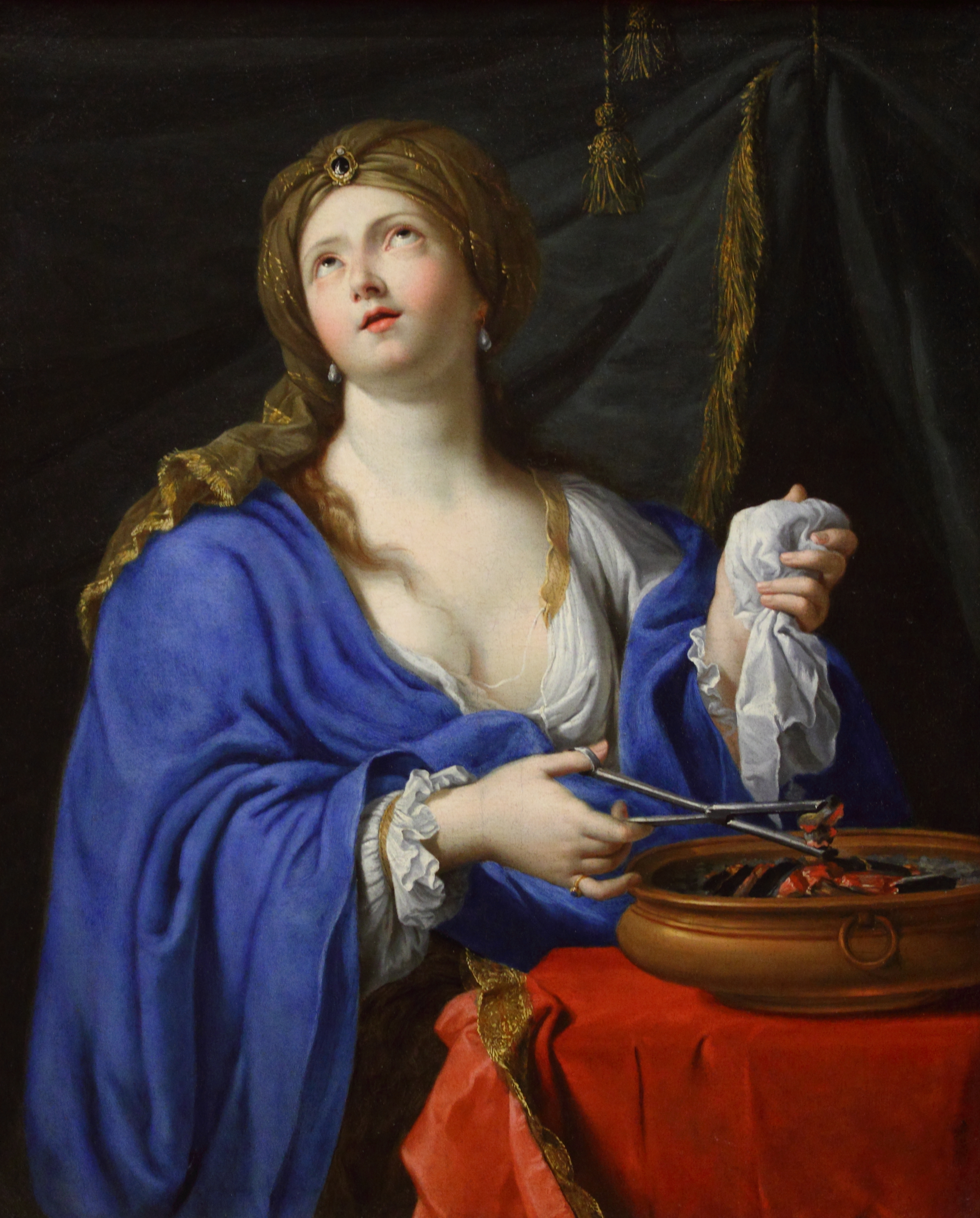
Героїчний суїцид Поції, дочки Катона Молодшого та жінка Брута, зображена П'єрм Міньяром

Чоловіки наполягали на забороні жінкам брати участь у політичній сфері. Політична система в Стародавньому Римі складалася виключно із чоловіків — від сенаторів до магістратів. Жінкам навіть не мали право голосувати. Вони не сприймалися як повноцінні особистості, які в змозі бути частиною політичної системи, оскільки чоловіки вважали, що вони підходять лише для "елегантності, прикрас та гарного вбрання". Подвійні стандарти у всій красі. Проте знатні жінки можуть маніпулювати своїми чоловіками і через них здійснювати контроль у політиці. У деяких випадках чоловіки сприймали жінок як загроза правлінню чоловіків. Катон  Старший  забороняв хлопцям брати участь у сенаторських нарадах, боячись, що вони передадуть новини своїм допитливим матерям.
Під час громадянських воєн, які закінчили період Республіки, Аппіан пише про героїчних дружин, які врятували своїх чоловіків. Епітафія, відома як Laudatio Turiae, зберігає промову чоловіка, який пишається власною дружиною, яка під час громадянської війни після смерті Юлія Цезаря поставила під загрозу своє власне життя і відмовилася від своїх ювелірних прикрас, щоб підтримати чоловіка у вигнання. Обидва пережили цей тривожний час, аби мати довгий та щасливий шлюб. Порція, дочка Катона Молодшого та дружина Брута, стала закінчила життя менш вдало, але (в очах свого часу) героїчно: вона вбила себе, як і її батько, коли Республіка вибухнула.
Піднесення Августа до єдиної влади в останні десятиліття I століття до Р. Х. знизило силу політичних посадових осіб та традиційної олігархії, але не зробило нічого, аби нажати можливості жінкам, а також рабам і та звільненим. До цього в суспільстві існувала явна гендерна несправедливість та нерівність, що полягала у відсутності в жінок можливості голосувати. Однак, починаючи з правління Августа, нездатність голосувати більше не мала значення, оскільки сенат втратив силу.
Одна помітна жінка - Лівія Друзіла, дружина Августа і наймогутніша жінка в ранній Римській імперії, кілька разів виступала  в ролі регентши і була вірною радницею Августа. Кілька жінок імператорської родини, такі як правнучка Лівії та сестра Калігули Агриппіна Молодша, мала політичний вплив, а також громадську популярність.
Жінки також брали участь у спробах скинути імператорів, які зловживали своєю владою. Невдовзі після смерті сестри Калігули, Друзілли, її вдовець Маркус Еміліус Лепід та її сестра Агріппіна Молодша і Лівілла змовилися скинути Калігулу. Про змову дізналися, і Лепід був страчений. Агріппіна та Лівілла були вигнані, і повернулися з лише тоді, коли їхній отчий дядько Клавдій прийшов до влади після вбивства Калігули в 41 році до Р.Х
Тацит увіковічив жінку Епкаріс за її участь у Змові Пізона, де вона намагалася заручитися підтримкою римського флоту, а замість цього була заарештована. Як тільки справа була розкрита, жінку піддавали тортурам, але вона не промовила жодного слова, на відміну від сенаторів, котрі не піддавалися тортурам і все ж викрили все. Тацит також хвалить Егнатію Максиміллу за те, що вона пожертвувала власними статками аби бути разом зі своїм невинним чоловіком проти Нерона.

### Жінки та військова справа
Джерела мають мало свідчень про жінок в контексті римської армії. Імператор Август заборонив шлюб зі звичайними солдатами. Проте з 80-х років 20 століття було запропоновано, що жінки та діти центуріонів жили з ними в прикордонних і провінційних укріпленнях. На початку 90-х років у Віндоланді (римське укріплення на стіні Адріана в Північній Англії) було знайдено взуття жіночого та дитячого розмірів, а також бронзові таблички, якими були нагороджені провінційні солдати, яким 25 років служби дарувало римське громадянство, там також присутні згадки їхніх дружин та дітей. Крім того, у Німеччині були виявлені додаткові свідчення у вигляді брошок та взуття. Колонна Траяна зображує шість жінок серед солдатів, які виконують жертвопринесення на військовій релігійній церемонії.

### Релігійне життя

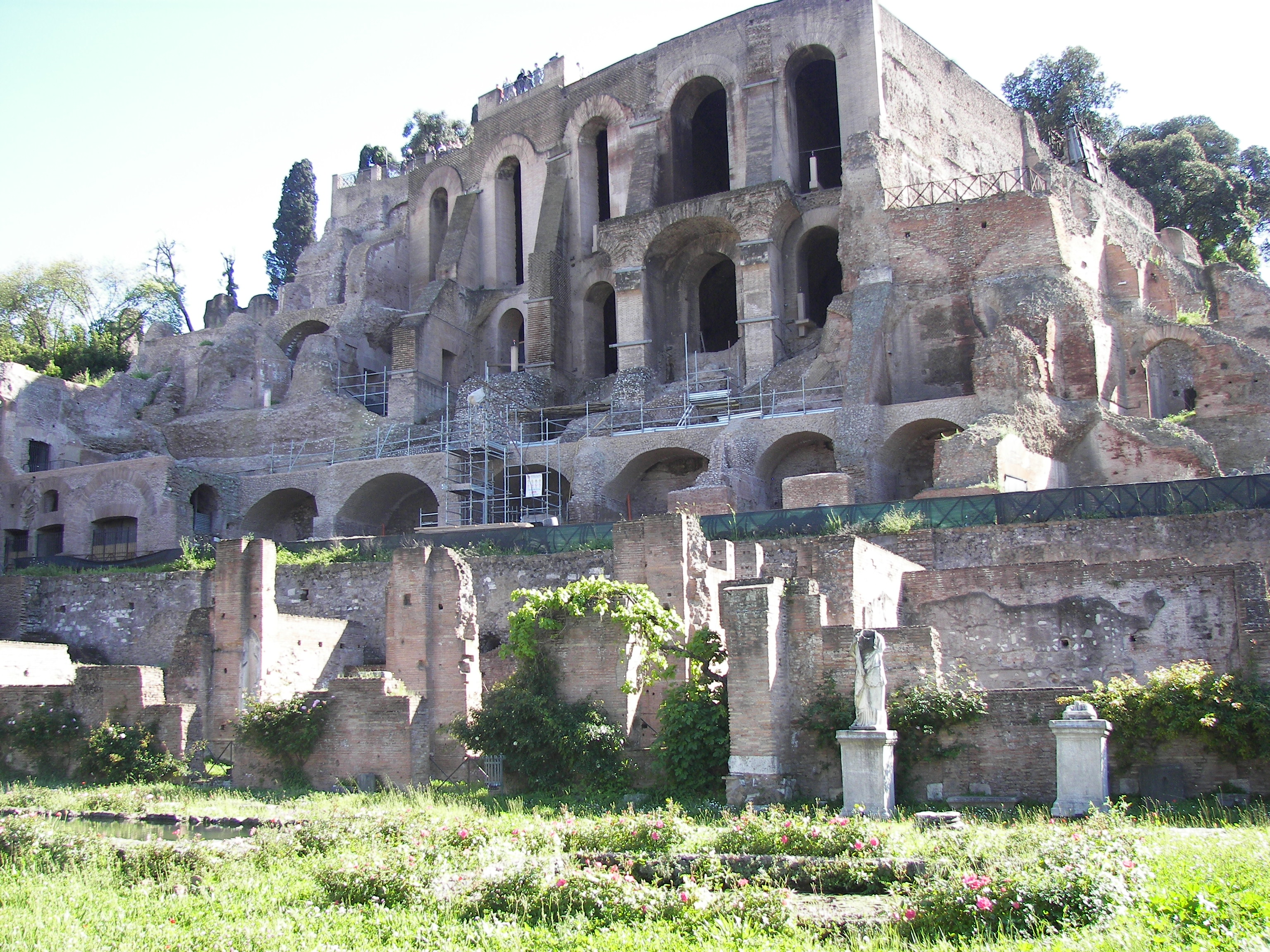
Руїни храму Весталок

Жінки були присутні на більшості римських фестивалів та культових свят. Деякі обряди вимагали наявності жінок, проте їх участь була обмежена. Як правило, жінки не виконували жертвопринесення тварин — основного обряду публічних церемоній, хоча це було виявом меншої дискримінації, аніж той факт, що більшість священників, які мали владу в релігійних інституціях, були чоловіками. Деякі культурні практики були створені лише для жінок, наприклад, обрядів Доброї Богині ((Bona Dea) 
Жриці зіграли видатну і вирішальну роль у офіційній релігії Риму. Хоча державні інституції чоловіків-священників були більш численними, шість жінок інституції Весталок були єдиною жрецькою інституцією, що працювала цілий день. Sacerdos - латинське слово, що означало «священник» без прив’язки до гендеру. Релігійні назви для жінок, включаючи sacerdos, часто стосуються божества або храму, такі як священнослужителька Церера, «Жриця Церери».. Епітафії є основним джерелом цих священнослужительок, і жінка зазвичай ідентифікується не з точки зору її сімейного стану.
Весталки мали унікальну релігійну відмінність, громадський статус та привілеї, і могли мати значний політичний вплив. Вони також мали змогу накопичити "великі статки". Входивши до числа Весталок, жінка звільнялася від влади свого батька. У архаїчному римському суспільстві ці жриці були єдиними жінками, які могли не мати  опікуна; вона була повинна відповідати лише перед Великим Понтифіком. Їх обітниця берегти цнотливість звільняла їх від традиційного обов'язку вступити в шлюб, проте за  порушення обітниці було покарання: жінці давали їжу, воду та хоронили заживо. Весталки  брали участь символічно у кожному офіційному жертвоприношенні, хоч і символічно, оскільки були відповідальні за підготовку необхідної ритуальної речовини  mola salsa – солоне борошно.
Деякі жерці могли мати пару. Шлюб був обов'язковим  для Фламіна Діаліса, вищого жерця Юпітера; його дружина Фламініка Діаліс мала свій власний унікальний одяг. Фламініка — це, мабуть, виняток, адже вона єдина жінка, яка виконує жертвопринесення тварин;. Парі було заборонено розлучатися, і якщо Фламініка помирала, Фламін повинен був скласти свої повноваження.

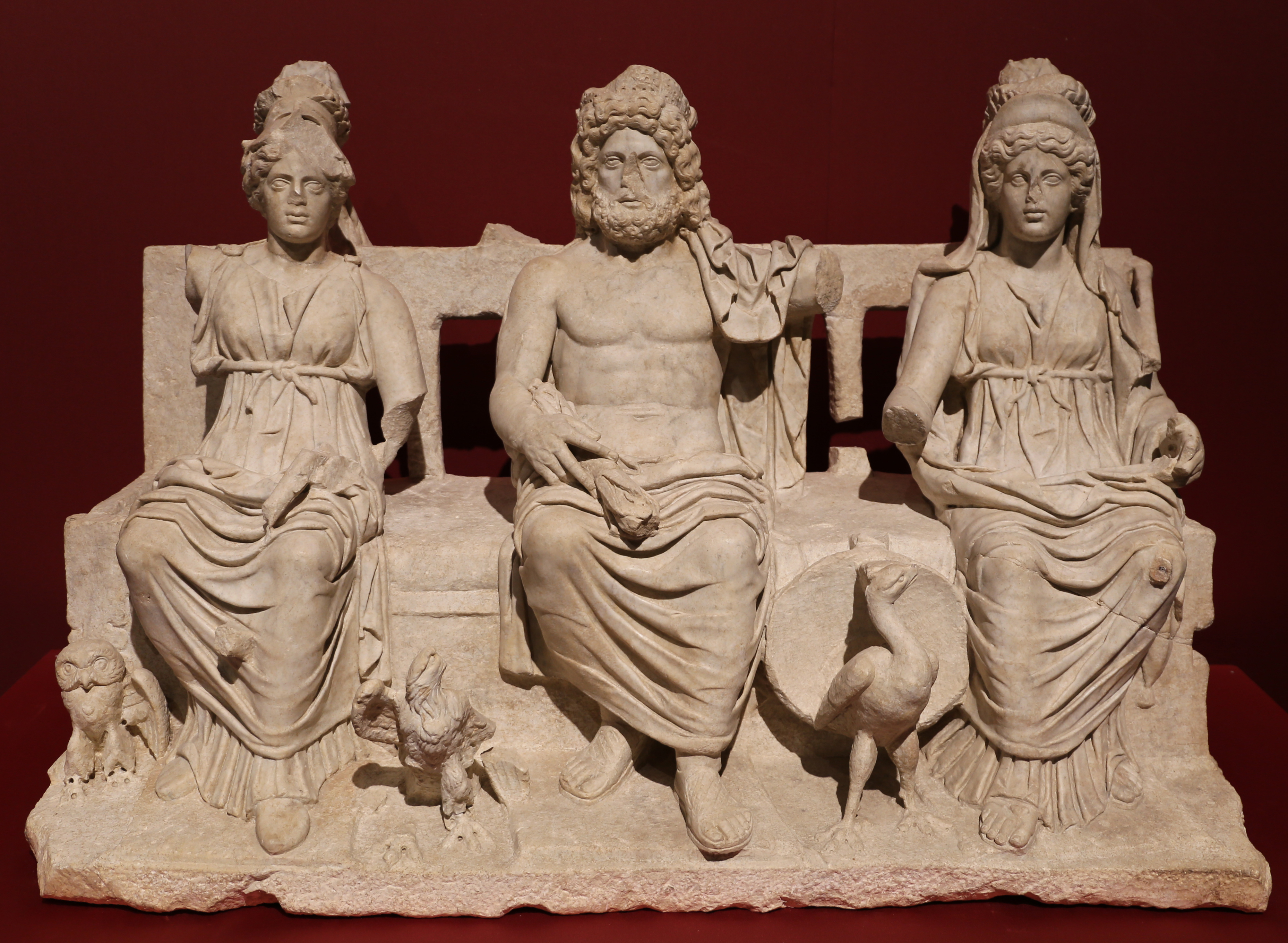
Капітолійська тріада: Мінерва, Юпітер, Юнона

Як і Фламініка Діаліс, regina sacrorum, "цариця священних обрядів", мала своєрідну церемоніальну сукню і здійснювала жертвопринесення тварин, пропонуючи свиняче або бараняче молоко до Юнони в перший день кожного місяця. Імена деяких regina sacrorum записані в інскрипціях. Regina була дружиною rex sacrorum, "царя священних обрядів", архаїчне жрецтво вважалося більш престижним, ніж навіть Великий Понтифік в ранній період розвитку Стародавнього Риму.
Ці службові обов'язки для жінок суперечать загальноприйнятому уявленню про те, що жінки в Стародавньому Римі брали участь лише в приватній або «домашній» релігії. Подвійне чоловічо-жіноче жрецтво може відображати римську тенденцію до пошуку гендерного доповнення в релігійній сфері; більшість божественних сил представлені як чоловічим, так і жіночим божеством, як це помітно в божественних парах, таких як Лібер та Лібера. Дванадцять великих богів були представлені як шість гендерно збалансованих пар і римська релігія відійшла від індоєвропейської традиції, поставивши двох богинь у своїй найвищій тріаді божих покровителів, Юнона і Мінерва разом з Юпітером. Ця тріада "сформувала ядро римської релігії"

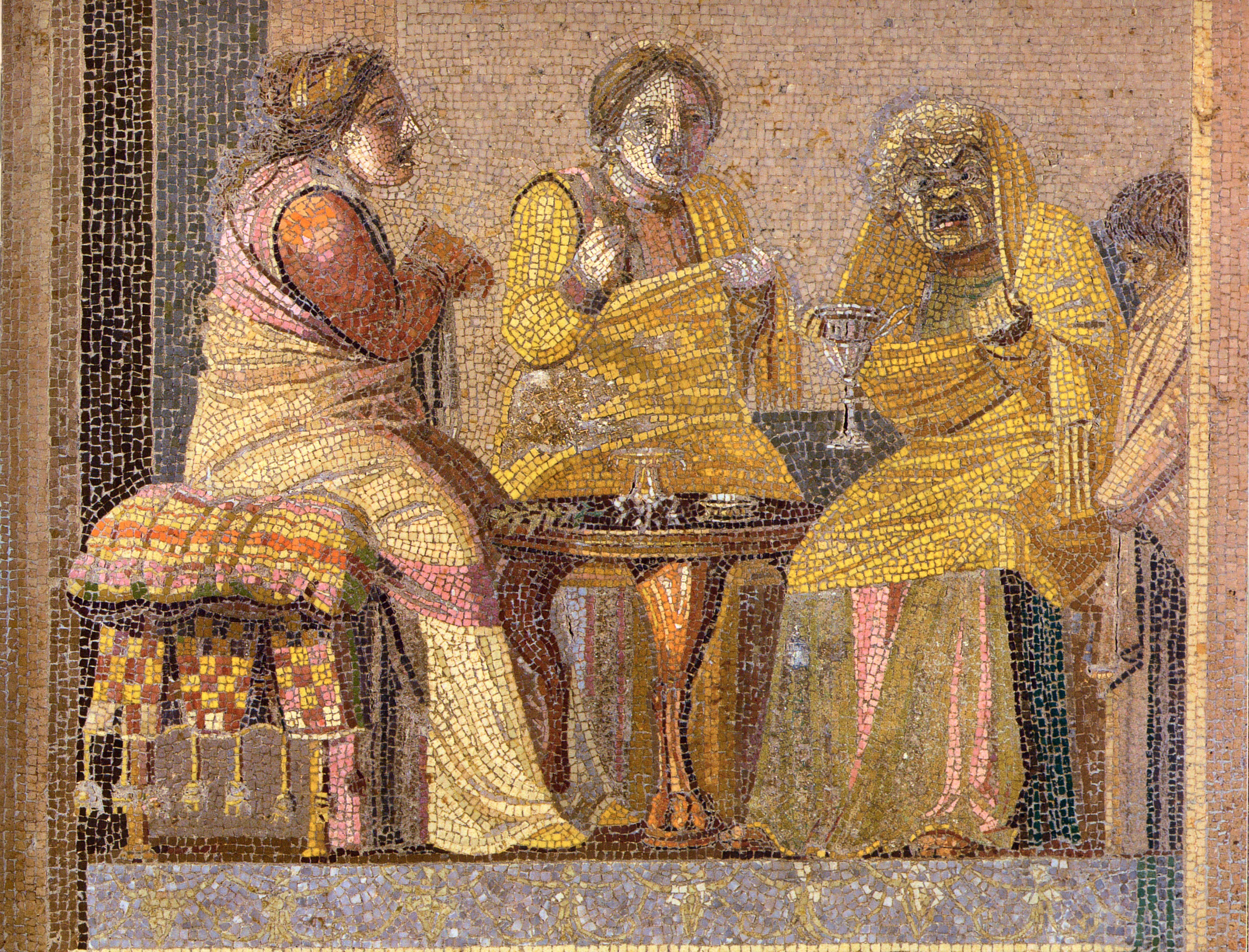
Мозаїка, на якій зображені актори в масках під час гри

В період Республіки релігійне розмаїття стало все більш характерним для Риму. Багато релігій, які не входили до складу ранньодержавного культу Риму, мали лідерські ролі для жінок, серед них — культ Ісіди та Кібели. Епітафії зберігають дані про титул sacerdos maxima для жінки, яка була верховною жрицею храму Кібели біля поточного місця базиліки Святого Петра.
Менш задокументовані, ніж «публічна» релігія, приватні релігійні практики репрезентують аспекти життя, які були винятково для жінок. У той час, коли рівень дитячої смертності становив до 40 відсотків, була запропонована божественна допомога, яку виконували жриці, від пологів, що могли бути небезпечними для здоров'я тощо. Заклинання були спрямовані на богинь Юнону, Діану, Люцину, дінікі та безліч інших.
Історики варіюють репрезентацію жіночої релігійності: деякі з них зображують жінок як приклад римської доброчесності та відданості, але схильних темпераментом до надмірної релігійної відданості, залучення магії чи "забобонів". Деяких римлян підозрювали в секретній релігійній практиці, і Цицерон попереджав, що нічні жертвоприношення не повинні виконуватися жінками, за винятком тих, хто ритуально встановлений "pro populo", тобто від імені римського народу, тобто для суспільного блага

### Соціальна активність

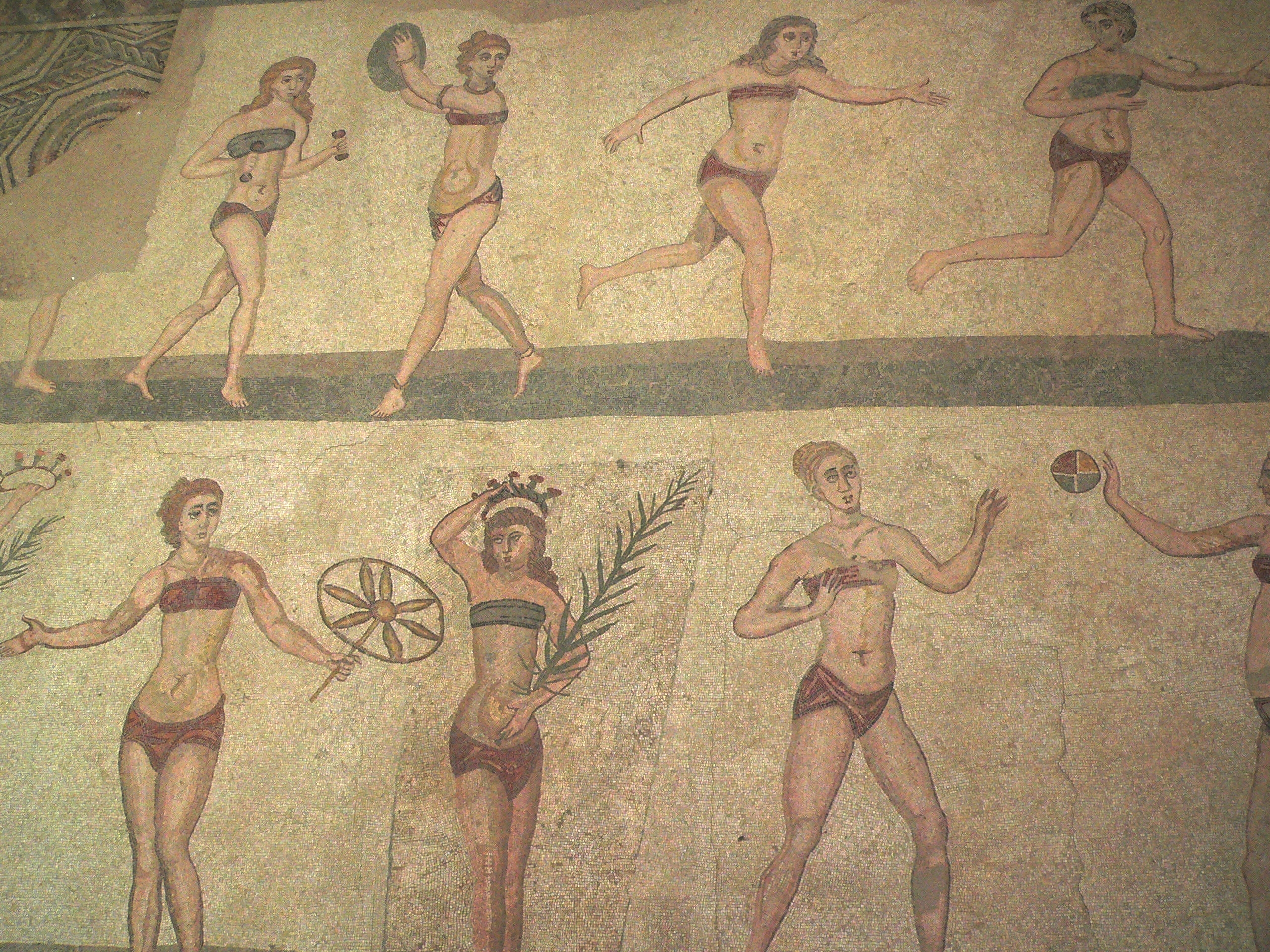
Мозаїка, на якій зображені жінки, які розважаються

Багаті жінки подорожували по місту в паланкіні, який несли раби. Щоденно жінки збиралися на вулиці, щоб зустрітися з друзями, відвідати релігійні обряди в храмах або лазні. Найбагатші сім'ї мали приватні ванни вдома, але більшість людей ходили в громадські, щоб не просто митися, а спілкуватися. Одним з найцікавіших питань римського суспільного життя є те, чи милися жінки та чоловіки разом у громадських ваннах. До часів Пізньої Республіки дані свідчать про те, що жінки зазвичай купалися окремо, або що сеанс жінок та чоловіків був у різний час. Але є також чіткі ознаки спільного купання з часів Пізньої Республіки до появи християнського панування. Деякі вчені вважають, що лише жінки нижчого соціального купаються з чоловіками або такі, що мають сумнівну моральну позицію, такі як актриси чи проститутки, але Климент Олександрійський зауважив, що жінок вищого соціального статусу можна було побачити голими в лазнях. Адріан заборонив спільне купання, але це тривало не довго. Швидше за все, спільне купання не відбувалося не лише через різний час та місце, але і через те, що жінкам надавалася можливість вибирати: митися разом або ж ні.
Розважались жінки у різний спосіб: могли  брати участь у дебатах на Форумі, публічних іграх (ludi), перегонах на колісницях та театральних виставах. До Пізньої Республіки вони регулярно відвідували обідні вечори, хоча  раніше жінки побутового обідали окремо. Консерватори, такі як Катон Старший, вважали неприйнятним для жінок брати активну участь у суспільному житті; його погляди вказують на те, що деякі жінки дійсно висловлювали свою думку в соціумі
Римські генерали іноді брали дружин з собою у військові кампанії. Мати Калігули Агріппіна Старша часто супроводжувала свого чоловіка Германіка у походах на Північну Німеччину; з цієї причини імператор Клавдій народився в Галії. Багаті жінки могли подорожувати імперією, часто брали участь або дивилися на  релігійні церемонії та міста по всій імперії. Багаті жінки подорожували до сільської місцевості протягом літа, коли в Римі було надто жарко.

### Одяг та прикраси

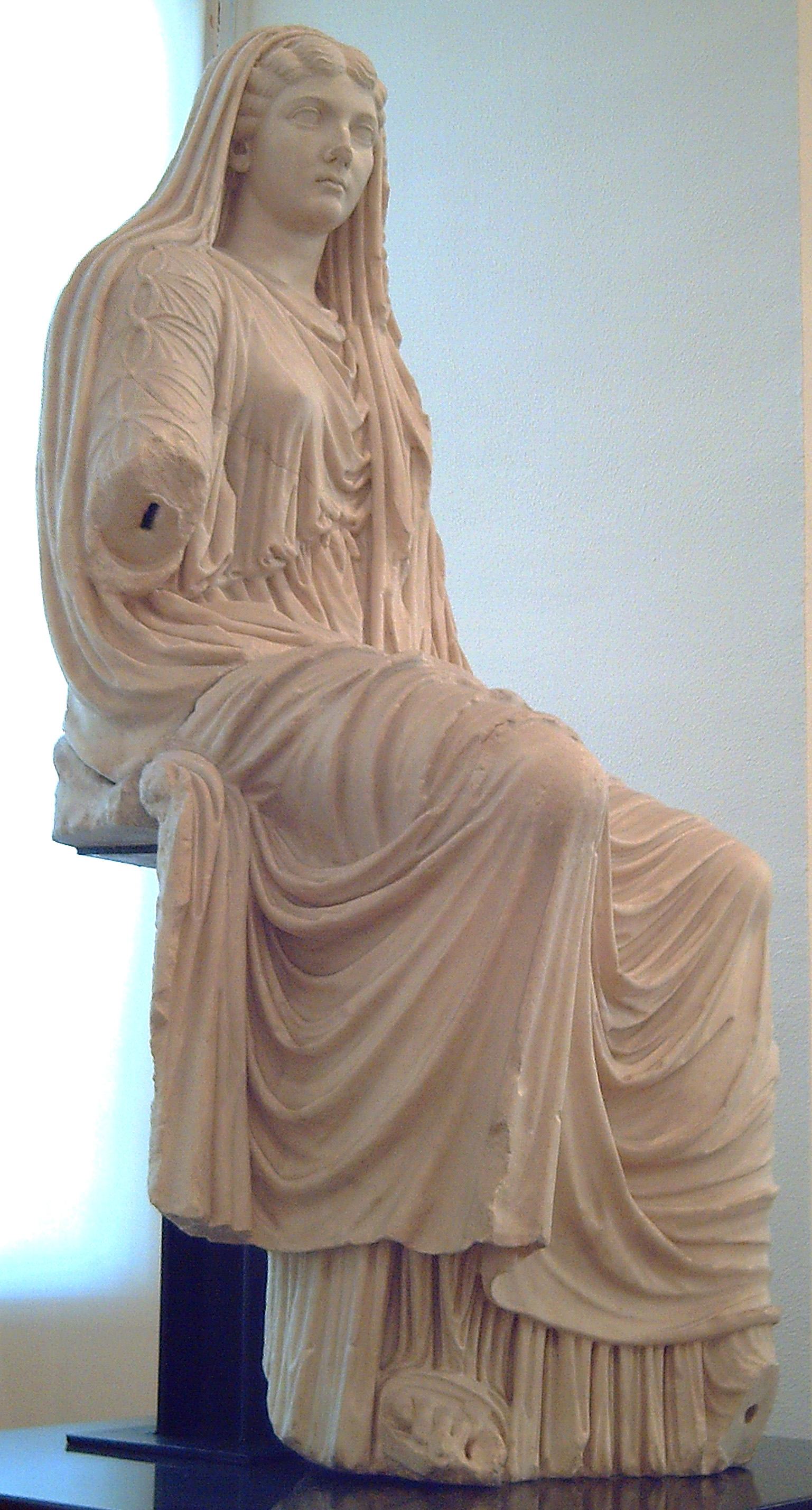
Лівія, вдягнена в столлу та паллу

Жінки в Стародавньому Римі велику увагу приділяли своїй зовнішності. Вони користувалися косметикою і робили різні маски для шкіри. Овідій навіть написав вірш про правильне застосування макіяжу. Жінки використовували білу або миш'як для відбілення; рум'яна зі свинцю або карміну, аби додати кольору щокам, а також використовували свинець, щоб виділити очі. Вони витрачали багато часу на зачіски та часто фарбувалися в брюнеток, рудих або блондинок. Також регулярно носили перуки.
Матрони, як правило, носили дві прості туніки для спідньої білизни, накриті столою. Стола — це довге біла туніка, яка  затягувалася на талії, довжина була до щиколоток. Багаті жінки могли її прикрашати. Ідучи кудись, жінка надягала паллу на свою столу, яка закріплювалася застібкою на плечі. Молодим жінкам заборонялося носити столу, а замість того носили туніки. Повії та зрадниці носили чоловічу тогу Багаті жінки носили коштовності, такі як смарагди, аквамарини, опал і перли.
Після наслідків римської поразки при Каннах, економічна криза змусила відмовитися від закону Lex Oppia для обмеження «екстравагантності». Закон обмежував володіти жінкам та демонструвати золота та срібла (як грошей, так і особистих прикрас), дорогого одягу тощо. Перемога над Карфагеном принесла Риму багатство і в 195 році до Р. Х. закон Lex Oppia був переглянутий. Панівний консул Катон Старший сперечався щодо повернення до цього закону: варто контролювати рівень так званої розкоші. Адже розкіш провокує заздрість і цькування тих, хто був менш забезпечений. Римські жінки, на думку Катона, репрезентували надмірну зіпсованість в плані розкоші, не знали ніяких обмежень, тому повинні бути контрольовані. Більшість римських матрон вважали інакше, тому й вийшли на протест. У 193 році до Р. Х. закони були скасовані. Пізніше, в 42 році до Р. Х. римські жінки під проводом Гортензії успішно протестували проти законів, спрямованих на оподаткування римських жінок, використовуючи аргумент «ні податкам без представництва». Також можна знайти докази зменшення обмежень на розкіш; один із листів Плінія адресований жінці Помпеї Целеріні, яка хвалиться розкішшю на своїй віллі

### Образ тіла

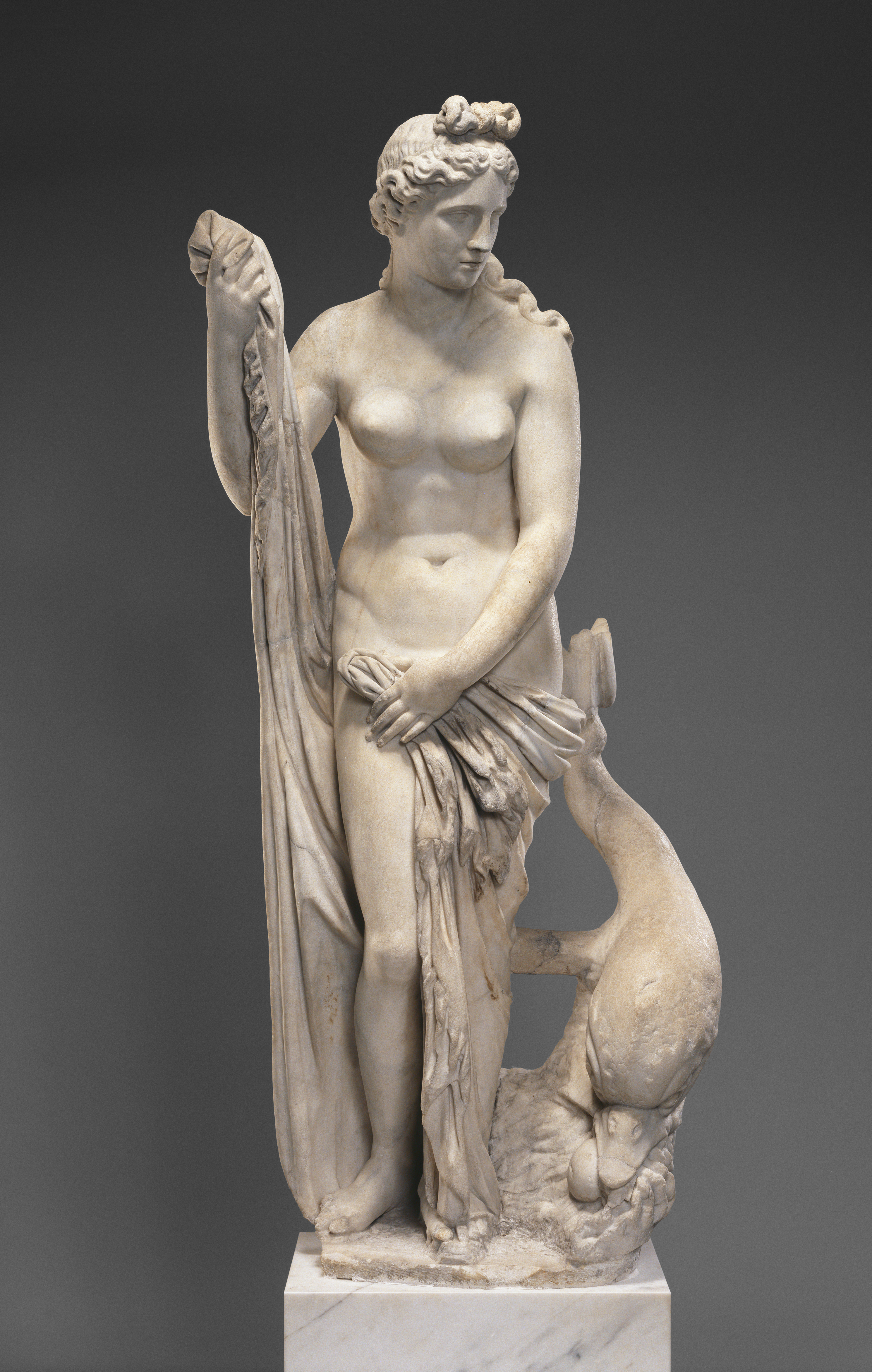
Венера - богиня краси та кохання

На основі римського мистецтва та літератури малі груди та широкі стегна – це зразок ідеального жіночого тіла, яке приваблювало римських чоловіків. Римське мистецтво з періоду правління Августа зображає ідеалізованих жінок як м'ясистих, з повним черевцем та округленими грудьми, а не висячими. Повії, зображені на в римському еротичному мистецтві, мають м'ясисті тіла і широкі стегна, і часто їх груди покриваються бра без бретелів, навіть під час заняття сексом. Великі груди цькувалися та були ознаками старості. Молоді дівчата носили бандажні бра, які туго зав'язувалися на грудях; це робилося з тих міркувань, що таким чином можна припинити ріст грудей, також, поки жінка все ще була незайманою, масажували груди болиголовом, аби запобігти провисання. Груди не були сексуалізовані в мистецтві та літературі загалом, адже асоціювалися з немовлятами, з годуванням, та репрезентували роль жінки як матері. Як жест емоційного тиску, у таких випадках як траур або полон у воєнний час, жінки могли голити свої груди як апотропеїчний жест.

### Mos maiorum та любовні поети
В часи Пізньої Республіки штрафи за прояви сексуальності рідко зустрічалися, якщо взагалі були; з'являється новий еротичний ідеал романтичних відносин. Підкоривши традицію чоловічого панування, любовні поети Пізньої Республіки та епохи Августа оголосили про своє прагнення підкорити "любовне рабство" (servitium amoris).
В "Мистецтві кохання" Овідій переймає жанр дидактичної поезії, щоб створення вказівки, як знайти, втримати і забути кохану людину. Сатирики, такі як Ювенал, скаржаться на розпусну поведінку жінок.

### Гінекологія та медицина

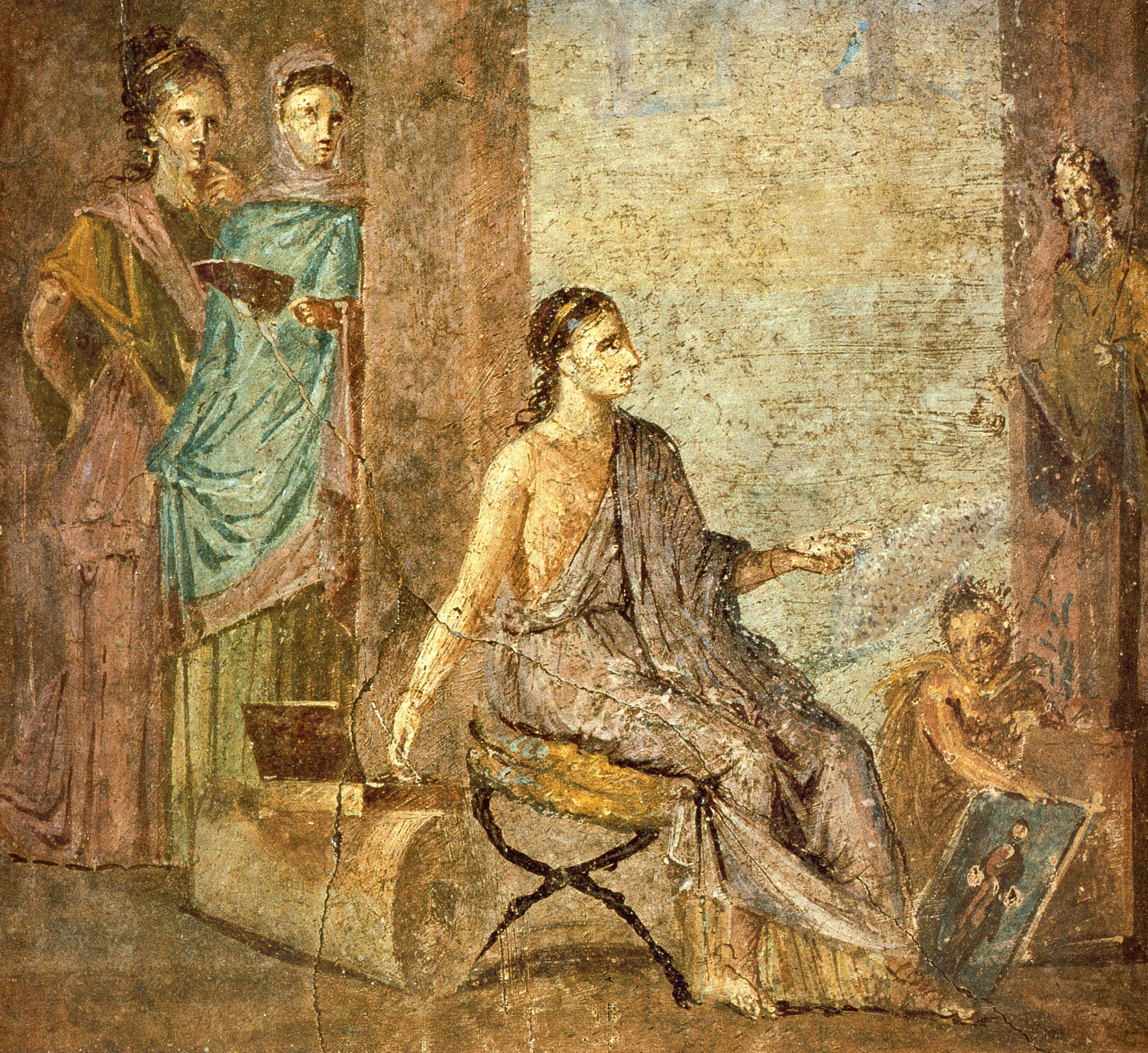
Художниця малює картину богу Пріапу

Досліджень Гіппократа в його працях стосовно жіночої репродуктивної системи не було достатньо для вирішення потреб жінок в елліністичному та римському періодах, коли жінка веде активне сексуальне життя та займається плануванням сім'ї. Фізіологія жінок стала сприйматися менш «неземною» для чоловіків. За старими традиціями сексуальні контакти, вагітність та пологи були не тільки основою для здоров'я жінок, а й фізіології; чоловікам навпаки було рекомендовано вести помірне сексуальне життя, оскільки гіперсексуальність могла викликати хвороби.
Погляд Гіппократа на те, що аменорея була фатальною хворобою, стала в римські часи стала причиною безпліддя. За словами римських лікарів, аменорею спричиняли інтенсивні приймання ліків протягом певного часу. Балансування продуктів харчування, фізичних вправ та сексуальної активності розглядалося як вибір, який може зробити жінка. Спостереження, що інтенсивне лікування, ймовірно, призводило до аменореї, передбачає той факт, що були жінки, що користувалися таким способом лікування.
У римську епоху медики радили залучати більше фізичної активності у життя жінок, які завжди хворіли. Соранус рекомендував грати в м'яч, купатися, ходити, читати вголос, подорожувати, що сприятиме покращенню здоров'я. Вивчаючи причини безпліддя, пізніші за часом листи гінекологів містять інформацію про безпліддя чоловіків, не вбачаючи в цьому якийсь дефект у жінок.
Гіперсексуальності радили уникати як жінкам, так і чоловікам. Збільшений клітор, як великий пеніс, вважався симптомом надмірної сексуальності. Хоча елліністична і римська медицина та інші письменники називають клітородектомію, як перш за все "єгипетський" звичай, гінекологічні посібники під час християнської імперії в пізні часи стверджують, що гіперсексуальність могла лікуватися хірургічним шляхом або ж повторними пологами.

## Рабство
У більшості випадків звільнені жінки мали однаковий правовий статус з вільнонародженими. Але оскільки під римським правом раб не мав батька, звільнені раби не мали права на спадщину, якщо вони не були згадані у заповіті. Стосунки колишньої рабині з її покровителем могли бути складними. В одній юридичній справі жінка, на ім'я Петронія Іуста, намагалася довести — без свідоцтва про народження, — що вона була вільнонародженою. Вона визнала, що вона була рабом у домі Петроніуса Стефана і Калаторії Феміди, але Іуста стверджувала, що вона народилася після того, як її мати була звільнена. Калаторія і собі стверджувала, що Іуста народилася ще до того, як мати була звільнена. Калаторія не могла надати ніяких документів про факт звільнення, і справу закрили за свідченнями свідків.
Неосвічені або некваліфіковані раби мали мало шансів здобути собі свободу, і, якщо вони ставали вільними, їм бракувало коштів на проживання. Тому звільнена жінка на робочому місці може мати перевагу в навчанні та навичках над жінкою, яка народилася у вільній сім'ї працюючих бідних.
Статус звільненої жінки, як і звільненого чоловіка, варіювався. Ценіда була звільненою жінкою і секретаркою імператора Веспасіана; вона була також його наложницею. Кажуть, що він віддано жив із нею, але не вважав її власною дружиною.

### Проституція
Жінки могли вдаватися до проституції задля заробітку, але не всі повії мали свободу вибору. Є деякі докази того, що навіть повії-рабині отримували користь від проституції. Хоча зґвалтування було злочином, закон лише карав зґвалтування раба, якщо воно «пошкоджувало товар», оскільки раб не мав юридичного статусу. Штраф був спрямований на забезпечення її власником компенсацією за "пошкодження" його майна. Оскільки жінка-рабиня вважалася власністю за римським правом, змусити її бути повією не вважалася злочином. До Септимія Севера жінки, які займалися проституцією, будучи рабинями, залишалися повіями після звільнення. Іноді продавці рабинь зазначають про ne serva – «пункт», аби рабиня не стала повією. Цей пункт означав, що якщо новий власник або будь-який власник після нього використовували рабиню як повію, вона була б вільною. Пізніше недержавні угоди стали чинними законами. Проституція не обмежується лише рабинями або бідними громадянками; за словами Светонія, Калігула, коли перетворював свій палац на бордель, наймав матрон та молодих дівчат високого соціального статусу. Тацит свідчить, що під час одного зі свят імператора були борделі, наповнені жінками високого соціального статусу. Проституція також могла бути покаранням; закон Августа зазначав, що жінки, які зраджували, могли бути засуджені до роботи в борделях як повії. Закон був скасований у 389 році.